# Liste benannter Eisenbahnstrecken in Deutschland
Dies ist eine Liste von Eisenbahnverbindungen und -strecken im Gebiet der Bundesrepublik Deutschland, für die ein eigener Name existiert.
- Nicht enthalten sind Eisenbahngesellschaften, vor allem wenn sie mehrere Strecken betreiben/betrieben.
- Gegenwärtige Eisenbahngesellschaften sind in der Liste deutscher Eisenbahngesellschaften zu finden.
- Ehemalige Eisenbahngesellschaften sind in der Liste ehemaliger deutscher Eisenbahngesellschaften aufgeführt. In manchen Fällen ist die Abgrenzung schwierig, wenn der Name des Unternehmens auf die Strecke übergegangen ist.

## A
| Bezeichnung       | Andere Bezeichnung          | Strecke                                                                                    | Bundesland                            | benannt nach dem/der | Bemerkung                                            |
| ----------------- | --------------------------- | ------------------------------------------------------------------------------------------ | ------------------------------------- | --- | ---------------------------------------------------- |
| Aar-Salzböde-Bahn |                             | Niederwalgern–Hartenrod–Herborn (Hessen)                                                   | Hessen                                | Flüsse Aar und Salzböde | 2001 geschlossen, Reaktivierung steht zur Diskussion |
| Aartalbahn        |                             | Wiesbaden–Bad Schwalbach–Limburg (Lahn)                                                    | Hessen                                | Fluss Aar |                                                      |
| Ablachtalbahn     | Hegau-Ablachtal-Bahn        | Mengen–Stockach (–Radolfzell)                                                              | Baden-Württemberg                     | Fluss Ablach |                                                      |
| Achertalbahn      |                             | Achern–Ottenhöfen                                                                          | Baden-Württemberg                     | Fluss Acher |                                                      |
| Aggertalbahn      |                             | alt: Siegburg–Overath–Dieringhausen–Olpe neu: (Köln–) Overath–Dieringhausen (–Marienheide) | Nordrhein-Westfalen                   | Fluss Agger |                                                      |
| Ahrtalbahn        |                             | Remagen–Ahrbrück–Adenau                                                                    | Rheinland-Pfalz                       | Fluss Ahr |                                                      |
| Aichtalbahn       |                             | Schönaicher First–Schönaich                                                                | Baden-Württemberg                     | Fluss Aich |                                                      |
| Aischgrundbahn    | Hirtenbachtalbahn           | Forchheim–Hemhofen–Höchstadt (Aisch)                                                       | Bayern                                | Fluss Aisch |                                                      |
| Aischgrund-Bahn   |                             | Neustadt (Aisch)–Steinach bei Rothenburg                                                   | Bayern                                | Fluss Aisch |                                                      |
| Aischtalbahn      |                             | Neustadt (Aisch)–Demantsfürth-Uehlfeld                                                     | Bayern                                | Fluss Aisch |                                                      |
| Aitrachtalbahn    |                             | Blumberg-Zollhaus–Hintschingen                                                             | Baden-Württemberg                     | Fluss Aitrach | Teil der Wutachtalbahn bzw. Sauschwänzlebahn         |
| Albbähnle         |                             | Amstetten–Oppingen–Laichingen                                                              | Baden-Württemberg                     | Mittelgebirge Schwäbische Alb |                                                      |
| Albertsbahn       |                             | Dresden–Chemnitz–Werdau                                                                    | Sachsen                               | Prinz Albert (Sachsen) | Teil der Sachsen-Franken-Magistrale                  |
| Albexpress        |                             | Amstetten–Gerstetten                                                                       | Baden-Württemberg                     | Mittelgebirge Schwäbische Alb |                                                      |
| Albgaubahn        |                             | Busenbach–Ittersbach–Pforzheim                                                             | Baden-Württemberg                     | Gebiet Albgau |                                                      |
| Albtalbahn        |                             | Karlsruhe–Busenbach–Bad Herrenalb                                                          | Baden-Württemberg                     | Fluss Alb |                                                      |
| Alemannenbahn     | Obere Neckartalbahn         | Rottweil–Villingen                                                                         | Baden-Württemberg                     | |                                                      |
| Allertalbahn      |                             | Gifhorn–Celle–Schwarmstedt–Verden                                                          | Niedersachsen                         | Fluss Aller |                                                      |
| Allgäubahn (1)    | Bayerische Allgäubahn       | München–Buchloe–Kempten–Lindau                                                             | Bayern                                | Allgäu |                                                      |
| Allgäubahn (2)    | Württembergische Allgäubahn | Herbertingen–Isny                                                                          | Baden-Württemberg                     | Allgäu |                                                      |
| Almetalbahn (1)   |                             | Paderborn–Büren–Brilon                                                                     | Nordrhein-Westfalen                   | Fluss Alme |                                                      |
| Almetalbahn (2)   |                             | Elze–Almstedt–Bodenburg                                                                    | Niedersachsen                         | Fluss Alme |                                                      |
| Alsenztalbahn     |                             | Hochspeyer–Bad Münster am Stein                                                            | Rheinland-Pfalz                       | Fluss Alsenz |                                                      |
| Alsternordbahn    |                             | Hamburg-Langenhorn–Norderstedt–Ulzburg Süd                                                 | Hamburg, Schleswig-Holstein           | Fluss Alster |                                                      |
| Alstertalbahn     |                             | Hamburg-Ohlsdorf–Poppenbüttel                                                              | Hamburg                               | Fluss Alster |                                                      |
| Altensteigerle    |                             | Nagold–Altensteig                                                                          | Baden-Württemberg                     | Ort Altensteig |                                                      |
| Altmühlbahn (1)   | Altmühltalbahn (1)          | Eichstätt Bf–Eichstätt Stadt–Beilngries                                                    | Bayern                                | Fluss Altmühl |                                                      |
| Altmühlbahn (2)   | Altmühltalbahn (2)          | Eichstätt Bf–Treuchtlingen                                                                 | Bayern                                | Fluss Altmühl |                                                      |
| Altmühlbahn (3)   |                             | Treuchtlingen–Gunzenhausen                                                                 | Bayern                                | Fluss Altmühl |                                                      |
| Altrheinbahn      |                             | Osthofen–Rheindürkheim–Guntersblum                                                         | Rheinland-Pfalz                       | Fluss Rhein |                                                      |
| Amerikalinie      |                             | Bremen–Uelzen–Stendal                                                                      | Bremen, Niedersachsen, Sachsen-Anhalt | Auswanderer aus den östlichen Teilen des Deutschen Reiches nach Bremerhaven fuhren, wo an der Columbuskaje Anschluss an Auswandererschiffe nach Amerika |                                                      |
| Amiche            |                             | Alzey–Gau-Odernheim–Bodenheim                                                              | Rheinland-Pfalz                       | |                                                      |
| Ammerseebahn      |                             | (Mering–) Geltendorf–Weilheim                                                              | Bayern                                | See Ammersee |                                                      |
| Ammertalbahn      |                             | Tübingen–Herrenberg                                                                        | Baden-Württemberg                     | Fluss Ammer |                                                      |
| Ammergaubahn      |                             | Murnau–Oberammergau                                                                        | Bayern                                | Gebiet Ammergau |                                                      |
| Angertalbahn      | Kalkbahn                    | Ratingen West-Wülfrath                                                                     | Nordrhein-Westfalen                   | Fluss Angerbach |                                                      |
| Anhalter Bahn     |                             | Berlin–Jüterbog–Halle                                                                      | Berlin, Brandenburg, Sachsen-Anhalt   | Provinz Anhalt |                                                      |
| Ardeybahn         |                             | Dortmund–Schwerte–Iserlohn                                                                 | Nordrhein-Westfalen                   | Höhenzug Ardeygebirge |                                                      |
| Asdorftalbahn     |                             | Freudenberg–Kirchen                                                                        | Rheinland-Pfalz                       | Fluss Asdorf |                                                      |
| Aubachtalbahn     | Balkanexpress (1)           | Haiger–Breitscheid                                                                         | Hessen                                | Fluss Aubach |                                                      |
| Auertalbahn       |                             | (Osterode–) Westerhof–Kreiensen                                                            | Niedersachsen                         | Fluss Aue |                                                      |
| Aurachtalbahn     |                             | Erlangen-Bruck–Herzogenaurach                                                              | Bayern                                | Fluss (Mittlere) Aurach |                                                      |
| Außerfernbahn     |                             | (Kempten–) Reutte–Garmisch-Partenkirchen                                                   | (Bayern), Tirol                       | Gebiet Außerfern |                                                      |

## B
| Bezeichnung                           | Andere Bezeichnung              | Strecke                                                            | Bundesland                                  | benannt nach dem/der                   | Bemerkung                                                                                  |
| ------------------------------------- | ------------------------------- | ------------------------------------------------------------------ | ------------------------------------------- | -------------------------------------- | ------------------------------------------------------------------------------------------ |
| Bachbahn                              |                                 | Lampertsmühle-Otterbach–Reichenbach (Pfalz)                        | Rheinland-Pfalz                             |                                        | Zu ihrem Namen kam die Strecke, da alle Orte, die sie anband, auf die Silbe „-bach“ enden. |
| Baden-Kurpfalz-Bahn                   |                                 | Karlsruhe–Heidelberg                                               | Baden-Württemberg                           | Territorium Baden Territorium Kurpfalz |                                                                                            |
| Badische Hauptbahn                    |                                 | Mannheim–Heidelberg–Karlsruhe–Freiburg–Basel–Schaffhausen–Konstanz | Baden-Württemberg                           |                                        |                                                                                            |
| Bäderbahn                             |                                 | Bad Nauheim–Bad Homburg–Frankfurt-Höchst–Wiesbaden                 | Hessen                                      |                                        |                                                                                            |
| Badische Odenwaldbahn                 | Odenwaldbahn (Baden)            | Heidelberg–Neckarelz–Osterburken                                   | Baden-Württemberg                           | Mittelgebirge Odenwald                 |                                                                                            |
| Balkan                                |                                 | Quedlinburg–Gernrode–Ballenstedt–Frose                             | Sachsen-Anhalt                              |                                        |                                                                                            |
| Balkanexpress (1)                     |                                 | Haiger–Breitscheid (Dillkr)                                        | Hessen                                      |                                        |                                                                                            |
| Balkanexpress (2)                     |                                 | Remscheid-Lennep–Opladen                                           | Nordrhein-Westfalen                         |                                        |                                                                                            |
| Balkanexpress (3)                     | Ulmtalbahn                      | Stockhausen–Beilstein                                              | Hessen                                      |                                        |                                                                                            |
| Baumbergebahn                         |                                 | Münster–Coesfeld (–Empel-Rees)                                     | Nordrhein-Westfalen                         | Gebirgszug Baumberge                   |                                                                                            |
| Bayerische Maximiliansbahn            |                                 | Ulm–Augsburg–München–Rosenheim–Salzburg bzw. –Kufstein             | Bayern                                      | Maximilian II. Joseph                  |                                                                                            |
| Bayerische Waldbahn                   |                                 | Plattling–Bayerisch Eisenstein                                     | Bayern                                      | Mittelgebirge Bayerischer Wald         |                                                                                            |
| Bebraer Bahn                          |                                 | Frankfurt–Hanau–Fulda–Bebra                                        | Hessen                                      | Ort Bebra                              |                                                                                            |
| Begatalbahn                           | Lager Bahn, Lippische Nebenbahn | Barntrup–Lemgo (–Bielefeld)                                        | Nordrhein-Westfalen                         | Fluss Bega                             |                                                                                            |
| Bergisch-Märkische Eisenbahn          |                                 | Düsseldorf–Hagen–Dortmund (Stammstrecke)                           | Nordrhein-Westfalen                         |                                        |                                                                                            |
| Berkaer Bahn                          | Ilmbahn, Ilmtalbahn             | Weimar–Kranichfeld                                                 | Thüringen                                   | Ort Bad Berka                          |                                                                                            |
| Berliner Außenring und Güteraußenring |                                 | Berlin, Potsdam                                                    | Berlin, Brandenburg                         |                                        |                                                                                            |
| Berliner Nordbahn                     |                                 | Berlin–Neustrelitz–Stralsund                                       | Berlin, Brandenburg, Mecklenburg-Vorpommern |                                        |                                                                                            |
| Berliner Nordsüd-S-Bahn               | Nordsüd-S-Bahn, Nord-Süd-S-Bahn | Berlin Stettiner Bahnhof (Nordbahnhof)–Berlin Anhalter Bahnhof     | Berlin, Brandenburg                         |                                        |                                                                                            |
| Berliner Ringbahn                     |                                 | Berlin-Moabit–Gesundbrunnen–Ostkreuz–Südkreuz–Westkreuz–Moabit     | Berlin, Brandenburg                         |                                        |                                                                                            |
| Berliner Stadtbahn                    |                                 | Berlin-Charlottenburg–Berlin Ostbahnhof                            | Berlin                                      |                                        |                                                                                            |
| Betuweroute                           | Betuwelinie                     | Rotterdam–Oberhausen                                               | Nordrhein-Westfalen                         | Landschaft Betuwe                      |                                                                                            |
| Bexbacher Bahn                        | Pfälzische Ludwigsbahn          | Ludwigshafen–Homburg–Neunkirchen                                   | Rheinland-Pfalz, Saarland                   |                                        |                                                                                            |
| Bibertbahn Biberttalbahn              | „Bibertbärbala“, „Bärbel“       | Nürnberg-Stein–Unternbibert-Rügland                                | Bayern                                      | Fluss Bibert                           |                                                                                            |
| Biebermühlbahn                        | Moosalbbahn                     | Kaiserslautern–Pirmasens                                           | Rheinland-Pfalz                             | Ort Biebermühle                        |                                                                                            |
| Bieberlies(chen)                      | Biebertalbahn                   | Gießen–Bieber                                                      | Hessen                                      |                                        |                                                                                            |
| Biebertalbahn (1)                     | Bieberlies(chen)                | Gießen–Bieber                                                      | Hessen                                      | Fluss Bieber                           |                                                                                            |
| Biebertalbahn (2)                     | Spessartbahn                    | Gelnhausen–Lochborn                                                | Hessen                                      | Fluss Bieber                           |                                                                                            |
| Biebertalbahn (3)                     |                                 | Götzenhof–Bieberstein–Hilders                                      | Hessen                                      | Fluss Bieber                           |                                                                                            |
| Bienwaldbahn                          |                                 | Wörth–Lauterburg                                                   | Rheinland-Pfalz                             | Forst Bienwald                         |                                                                                            |
| Biggetalbahn                          |                                 | Finnentrop–Olpe                                                    | Nordrhein-Westfalen                         | Fluss Bigge                            |                                                                                            |
| Die Bimbel                            |                                 | Hünfeld–Wenigentaft-Mansbach                                       | Hessen                                      |                                        |                                                                                            |
| Bimmel-Lutchen                        |                                 | * Braunschweig–Schöningen und * Braunschweig–Mattierzoll           | Niedersachsen                               |                                        |                                                                                            |
| Bisttalbahn                           |                                 | Völklingen–Thionville                                              | Saarland                                    | Fluss Bist                             |                                                                                            |
| Bliestalbahn                          |                                 | Bierbach–Sarreguemines                                             | Saarland                                    | Fluss Blies                            |                                                                                            |
| Blomberger Pengel                     |                                 | Schieder–Blomberg                                                  | Nordrhein-Westfalen                         |                                        |                                                                                            |
| Bodenseegürtelbahn                    |                                 | Lindau-Friedrichshafen-Radolfzell-Konstanz bzw. Singen             | Baden-Württemberg                           |                                        |                                                                                            |
| Böhmetalbahn                          |                                 | Verden (Aller)–Stemmen–Altenboitzen–Walsrode Nord                  | Niedersachsen                               | Fluss Böhme                            |                                                                                            |
| Bördebahn                             |                                 | Düren–Euskirchen                                                   | Nordrhein-Westfalen                         | Gebiet Jülich-Zülpicher Börde          |                                                                                            |
| Bötzowbahn                            |                                 | Bötzow–Berlin-Spandau                                              | Berlin, Brandenburg                         | Ort Bötzow                             |                                                                                            |
| Boller Bähnle                         | Voralbbahn                      | Göppingen–Bad Boll                                                 | Baden-Württemberg                           | Ort Bad Boll                           |                                                                                            |
| Bottwarbahn                           | Bottwartalbahn, Entenmörder     | Marbach–Heilbronn                                                  | Baden-Württemberg                           | Fluss Bottwar                          |                                                                                            |
| Boxteler Bahn                         |                                 | Boxtel–Uden (Niederlande) –Wesel                                   | Nordrhein-Westfalen                         | Ort Boxtel                             |                                                                                            |
| Braker Bahn                           | Gummibahn (Oldenburg)           | Oldenburg–Brake                                                    | Niedersachsen                               | Ort Brake                              |                                                                                            |
| Brandenburgische Städtebahn           |                                 | Treuenbrietzen–Brandenburg–Neustadt (Dosse)                        | Brandenburg                                 |                                        |                                                                                            |
| Braunschweigische Südbahn             |                                 | Börßum–Salzgitter–Seesen–Kreiensen                                 | Niedersachsen                               |                                        |                                                                                            |
| Bregtalbahn                           |                                 | Donaueschingen–Bräunlingen–Furtwangen                              | Baden-Württemberg                           | Fluss Breg                             |                                                                                            |
| Brenzbahn                             | Brenztalbahn                    | Aalen–Ulm                                                          | Baden-Württemberg                           | Fluss Brenz                            |                                                                                            |
| Brexbachtalbahn                       |                                 | Siershahn–Engers                                                   | Rheinland-Pfalz                             | Fluss Brexbach                         |                                                                                            |
| Brockenbahn                           |                                 | Drei Annen Hohne–Brocken                                           | Sachsen-Anhalt                              | Berg Brocken                           |                                                                                            |
| Bröltalbahn                           |                                 | Hennef–Waldbröl                                                    | Nordrhein-Westfalen                         | Fluss Bröl                             |                                                                                            |
| Brohltalbahn                          | Vulkanexpress                   | Brohl–Engeln–Kempenich                                             | Rheinland-Pfalz                             | Fluss Brohlbach                        |                                                                                            |
| Brüggener Klimp                       | Schwalmtalbahn                  | Dülken–Waldniel–Brüggen                                            | Nordrhein-Westfalen                         |                                        |                                                                                            |
| Bruhrainbahn                          |                                 | Bruchsal–Germersheim                                               | Baden-Württemberg                           | Gebiet Bruhrain                        |                                                                                            |
| Buchenwaldbahn                        |                                 | Weimar–Buchenwald                                                  | Thüringen                                   |                                        |                                                                                            |
| Buckautalbahn                         |                                 | Wusterwitz–Görzke                                                  | Brandenburg                                 |                                        |                                                                                            |
| Bühlertalbahn                         |                                 | Bühl–Oberbühlertal                                                 | Baden-Württemberg                           | Fluss Bühlot                           |                                                                                            |
| Burgholzbahn                          | Samba-Express                   | Wuppertal-Elberfeld–Wuppertal-Cronenberg                           | Nordrhein-Westfalen                         | Staatsforst Burgholz                   |                                                                                            |
| Burgwaldbahn                          |                                 | Frankenberg–Sarnau                                                 | Hessen                                      | Mittelgebirge Burgwald                 |                                                                                            |
| Butjadinger Bahn                      |                                 | Nordenham–Eckwarderhörne                                           | Niedersachsen                               | Ort Butjadingen                        |                                                                                            |

## C
| Bezeichnung           | Andere Bezeichnung | Strecke                       | Bundesland | benannt nach dem/der                                       | Bemerkung            |
| --------------------- | ------------------ | ----------------------------- | ---------- | ---------------------------------------------------------- | -------------------- |
| Cadolzburger Moggerla | Rangaubahn         | Fürth–Zirndorf–Cadolzburg     | Bayern     | Ort Cadolzburg Moggerla (ostfränkisch= Kalb) Gebiet Rangau | Siehe auch : Bockerl |
| Carlsbahn             |                    | Hümme–Bad Karlshafen          | Hessen     | Landgraf Carl von Hessen                                   |                      |
| Chemnitztalbahn       |                    | Chemnitz–Wechselburg          | Sachsen    | Fluss Chemnitz                                             |                      |
| Chiemgaubahn          |                    | Prien am Chiemsee–Aschau      | Bayern     | Gebiet Chiemgau                                            |                      |
| Chiemsee-Bahn         |                    | Prien am Chiemsee–Prien-Stock | Bayern     | See Chiemsee                                               |                      |
| Chiemgauer Lokalbahn  |                    | Bad Endorf–Obing              | Bayern     | Gebiet Chiemgau                                            |                      |

## D
| Bezeichnung        | Andere Bezeichnung  | Strecke                                  | Bundesland                   | benannt nach dem/der                         | Bemerkung |
| ------------------ | ------------------- | ---------------------------------------- | ---------------------------- | -------------------------------------------- | --------- |
| Daadetalbahn       |                     | Betzdorf–Daaden                          | Rheinland-Pfalz              | Fluss Daade                                  |           |
| Deisterbahn        |                     | Weetzen–Haste                            | Niedersachsen                | Höhenzug Deister                             |           |
| Dietzhölztalbahn   |                     | Ewersbach–Dillenburg                     | Hessen                       | Fluss Dietzhölze                             |           |
| Dillstrecke        | Dilltalbahn         | Siegen–Gießen                            | Hessen                       | Fluss Dill                                   |           |
| Döllnitzbahn       | Wilder Robert (2)   | Oschatz–Mügeln–Glossen                   | Sachsen                      | Fluss Döllnitz                               |           |
| Donautalbahn       |                     | Donaueschingen–Regensburg                | Baden-Württemberg und Bayern | Fluss Donau                                  |           |
| Donnersbergbahn    |                     | Alzey–Kirchheimbolanden–Marnheim         | Rheinland-Pfalz              | Bergmassiv Donnersberg                       |           |
| Drachenfelsbahn    |                     | Königswinter–Drachenfels                 | Nordrhein-Westfalen          | Berg Drachenfels                             |           |
| Dreieichbahn       |                     | Dreieich-Buchschlag–Rödermark-Ober Roden | Hessen                       | Wildbann Dreieich                            |           |
| Dreiseenbahn       |                     | Titisee–Seebrugg                         | Baden-Württemberg            | Seen Titisee, Windgfällweiher und Schluchsee |           |
| Dübener-Heide-Bahn |                     | (Wittenberg–) Pretzsch–Eilenburg         | Sachsen, Sachsen-Anhalt      | Waldgebiet Dübener Heide                     |           |
| Dürkheimer Bahn    | Pfälzische Nordbahn | Neustadt–Dürkheim–Monsheim               | Rheinland-Pfalz              | Ort Dürkheim                                 |           |
| Düsseltalbahn      |                     | Düsseldorf-Derendorf–Dortmund Süd        | Nordrhein-Westfalen          | Fluss Düssel                                 |           |

## E
| Bezeichnung               | Andere Bezeichnung       | Strecke                                                                                          | Bundesland                           | benannt nach dem/der                  | Bemerkung                       |
| ------------------------- | ------------------------ | ------------------------------------------------------------------------------------------------ | ------------------------------------ | ------------------------------------- | ------------------------------- |
| Echazbahn                 | Echaztalbahn             | Reutlingen–Honau                                                                                 | Baden-Württemberg                    | Fluss Echaz                           |                                 |
| Eckbachtalbahn            | Leininger Talbahn        | Grünstadt–Altleiningen                                                                           | Rheinland-Pfalz                      | Fluss Eckbach                         |                                 |
| Ederberglandbahn          | Obere Edertalbahn        | (Bad Berleburg–) Hatzfeld–Allendorf (Eder)                                                       | Hessen                               | Gebiet Ederbergland                   |                                 |
| Ederseebahn               |                          | Korbach–Bad Wildungen                                                                            | Hessen                               | See Edersee                           |                                 |
| Edertalbahn               |                          | Korbach – Arfeld                                                                                 | Hessen                               | Fluss Eder                            |                                 |
| Eggebahn                  |                          | Altenbeken–Holzminden                                                                            | Nordrhein-Westfalen                  | Mittelgebirgszug Eggegebirge          |                                 |
| Eiderstedtquerbahn        |                          | Husum–Bad St. Peter-Ording                                                                       | Schleswig-Holstein                   | Halbinsel Eiderstedt                  |                                 |
| Eifelbahn                 | Eifelstrecke             | Köln–Trier                                                                                       | Nordrhein-Westfalen, Rheinland-Pfalz | Mittelgebirge Eifel                   |                                 |
| Eifelquerbahn             |                          | Andernach–Mayen–Gerolstein                                                                       | Rheinland-Pfalz                      | Mittelgebirge Eifel                   |                                 |
| Eilenburger Eisenbahn     |                          | Leipzig–Eilenburg                                                                                | Sachsen                              | Ort Eilenburg                         |                                 |
| Eilser Minchen            |                          | Bückeburg–Bad Eilsen                                                                             | Niedersachsen                        | Frau des Fürsten von Schaumburg-Lippe |                                 |
| Eiserner Rhein            |                          | Rheydt–Dalheim–Roermond–Antwerpen                                                                | Nordrhein-Westfalen                  | Fluss Rhein                           |                                 |
| Eistalbahn                |                          | Grünstadt–Ramsen–Enkenbach                                                                       | Rheinland-Pfalz                      | Fluss Eisbach                         |                                 |
| Elbbachtalbahn            |                          | Scheuerfeld–Emmerzhausen                                                                         | Rheinland-Pfalz                      | Fluss Elbbach                         |                                 |
| Elbbachtalbahn            |                          | Steinebach an der Sieg–Scheuerfeld                                                               | Rheinland-Pfalz                      |                                       |                                 |
| Elbmarschbahn             |                          | Winsen–Niedermarschacht                                                                          | Niedersachsen                        | Landschaft Elbmarschen                |                                 |
| Elbschetalbahn            |                          | Witten–Schwelm                                                                                   | Nordrhein-Westfalen                  | Fluss Elbsche                         |                                 |
| Elbtalbahn                |                          | Dresden–Pirna–Schöna–Decin                                                                       | Sachsen                              | Fluss Elbe                            |                                 |
| Eliasbahn                 |                          | ehemalige Werksbahntrasse des Hörder Bergwerks- und Hütten-Vereins im Dortmunder Stadtteil Hörde | Nordrhein-Westfalen                  |                                       |                                 |
| Elmsteiner Talbahn        | Kuckucksbähnel           | Lambrecht–Elmstein                                                                               | Rheinland-Pfalz                      | Tal Elmstein                          |                                 |
| Elsenztalbahn (1)         | Westliche Gabelbahn      | Neckargemünd–Steinfurt–Bad Friedrichshall                                                        | Baden-Württemberg                    | Fluss Elsenz                          |                                 |
| Elsenztalbahn (2)         | Kraichgau-Stromberg-Bahn | Steinfurt–Eppingen                                                                               | Baden-Württemberg                    | Fluss Elsenz                          |                                 |
| Elstertalbahn             |                          | Gera–Weischlitz                                                                                  | Thüringen, Sachsen                   | Fluss Weiße Elster                    |                                 |
| Elztalbahn                |                          | Denzlingen–Elzach                                                                                | Baden-Württemberg                    | Fluss Elz                             |                                 |
| Emschertalbahn            |                          | Dortmund–Herne–Wanne-Eickel–Oberhausen-Osterfeld Süd–Duisburg-Neumühl                            | Nordrhein-Westfalen                  | Fluss Emscher                         |                                 |
| Emslandstrecke            |                          | Rheine–Emden                                                                                     | Nordrhein-Westfalen, Niedersachsen   | Landschaft Emsland                    | Teil der Hannoverschen Westbahn |
| Ennepetalbahn             |                          | Hagen–Gevelsberg-Haufe                                                                           | Nordrhein-Westfalen                  | Fluss Ennepe                          |                                 |
| Entenmörder               |                          | - die Bahnstrecke Mosbach–Mudau - die Bottwartalbahn - die Untere Kochertalbahn                  | Baden-Württemberg                    |                                       |                                 |
| Enzbahn                   | Enztalbahn (1)           | Pforzheim–Bad Wildbad                                                                            | Baden-Württemberg                    | Fluss Enz                             |                                 |
| Enzbahn (2)               | Enztalbahn (Eifel)       | Pronsfeld–Neuerburg                                                                              | Rheinland-Pfalz                      | Fluss Enz                             |                                 |
| Erftbahn                  |                          | Bedburf–Horrem                                                                                   | Nordrhein-Westfalen                  | Fluss Erft                            |                                 |
| Erfttalbahn               |                          | Euskirchen–Bad Münstereifel                                                                      | Nordrhein-Westfalen                  | Fluss Erft                            |                                 |
| Ermstalbahn               |                          | Metzingen–Bad Urach                                                                              | Baden-Württemberg                    | Fluss Erms                            |                                 |
| Ernstbahn                 | Issertalbahn             | Braunfels–Philippstein                                                                           | Hessen                               | Fürst Ernst zu Solms-Braunfels        |                                 |
| Erzgebirgischer Semmering |                          | Karlovy Vary–Johanngeorgenstadt Karlsbad–Johanngeorgenstadt                                      | Sachsen                              |                                       |                                 |
| Erzbahn                   |                          | Gelsenkirchen-Bismarck–Bochum                                                                    | Nordrhein-Westfalen                  |                                       |                                 |
| Eschweiler Talbahn        | Indetalbahn              | Eschweiler–Stollberg                                                                             | Nordrhein-Westfalen                  | Ort Eschweiler                        |                                 |
| Euregiobahn               |                          | Heerlen–Herzogenrath-Alsdorf–Aachen–Eschweiler-Weisweiler                                        | Nordrhein-Westfalen                  |                                       |                                 |
| Euregio-Bahn (Münster)    |                          | Münster–Steinfurt–Gronau–Enschede (NL)                                                           | Nordrhein-Westfalen                  |                                       |                                 |
| Extertalbahn              |                          | Rinteln–Barntrup                                                                                 | Nordrhein-Westfalen, Niedersachsen   | Fluss Exter                           |                                 |

## F
| Bezeichnung                   | Andere Bezeichnung        | Strecke                                                   | Bundesland                                                                          | benannt nach dem/der                         | Bemerkung                          |
| ----------------------------- | ------------------------- | --------------------------------------------------------- | ----------------------------------------------------------------------------------- | -------------------------------------------- | ---------------------------------- |
| Federseebahn                  | Kanzachtalbahn            | Bad Schussenried–Riedlingen                               | Baden-Württemberg                                                                   | See Federsee                                 |                                    |
| Fichtelbergbahn               |                           | Cranzahl–Kurort Oberwiesenthal                            | Sachsen                                                                             | Berg Fichtelberg                             |                                    |
| Feldabahn                     | Feldatalbahn              | Dorndorf–Kaltennordheim                                   | Thüringen                                                                           | Fluss Felda                                  |                                    |
| Feuriger Elias                |                           | verschiedene Bahnstrecken                                 | Baden-Württemberg Hessen Mecklenburg-Vorpommern Nordrhein-Westfalen Rheinland-Pfalz | Dampflokomotiven                             |                                    |
| Fichtelgebirgsbahn (1877) (1) |                           | (Hof–) Oberkotzau–Marktredwitz                            | Bayern                                                                              | Mittelgebirge Fichtelgebirge                 |                                    |
| Fichtelgebirgsbahn (1877) (2) |                           | Wunsiedel-Holenbrunn–Leupoldsdorf                         | Bayern                                                                              | Mittelgebirge Fichtelgebirge                 |                                    |
| Fichtelgebirgsbahn (2007)     |                           | Bayreuth–Weidenberg–Warmensteinach                        | Bayern                                                                              | Mittelgebirge Fichtelgebirge                 |                                    |
| Filsbahn Filstalbahn          | Württembergische Ostbahn  | (Stuttgart–) Plochingen–Göppingen (–Ulm)                  | Baden-Württemberg                                                                   | Fluss Fils                                   | Teil der Württembergischen Ostbahn |
| Filzenexpress                 |                           | Grafing–Wasserburg am Inn                                 | Bayern                                                                              | Anlehnung frühere Hochmoore (bairisch: Filz) |                                    |
| Finnebahn                     |                           | Laucha–Lossa–Kölleda                                      | Thüringen                                                                           | Höhenzug Finne                               |                                    |
| Fischbachtalbahn              |                           | Saarbrücken-Quierschied-Neunkirchen                       | Saarland                                                                            | Fluss Fischbach                              |                                    |
| Flitsch                       | Oleftalbahn               | Kall–Hellenthal                                           | Nordrhein-Westfalen                                                                 |                                              |                                    |
| Flöhatalbahn                  |                           | * Flöha-Pockau-Lengefeld und * Pockau-Lengefeld–Neuhausen | Sachsen                                                                             | Fluss Flöha                                  |                                    |
| Fränkische Saaletalbahn       | Saaletalbahn              | Gemünden–Bad Kissingen (-Ebenhausen)                      | Bayern                                                                              | Fluss Fränkische Saale                       |                                    |
| Frankenbahn                   | Württembergische Nordbahn | Stuttgart-Heilbronn–Würzburg                              | Baden-Württemberg, Bayern                                                           |                                              |                                    |
| Frankenwaldbahn (1)           |                           | Hochstadt-Marktzeuln–Probstzella                          | Bayern                                                                              | Mittelgebirge Frankenwald                    |                                    |
| Frankenwaldbahn (2)           |                           | Leipzig–Probstzella                                       | Bayern                                                                              | Mittelgebirge Frankenwald                    |                                    |
| Frankfurter Hafenbahn         |                           | Frankfurt-Griesheim–Mainkur                               | Hessen                                                                              |                                              |                                    |
| Freiberger Muldentalbahn      |                           | Nossen–Freiberg–Holzhau (–Moldava (Moldau))               | Sachsen                                                                             | Fluss Freiberger Mulde                       |                                    |
| Freystädter Bockel            | Lerzerbahn                | Greißelbach–Freystadt                                     | Bayern                                                                              | Ort Freystadt                                |                                    |
| Friedbergbahn                 |                           | Suhl–Schleusingen                                         | Thüringen                                                                           | Ort Friedberg                                |                                    |
| Friedhofsbahn                 |                           | Berlin-Wannsee–Stahnsdorf                                 | Berlin                                                                              |                                              |                                    |
| Friedrichrodaer Bahn          | Waldsaumbahn              | Fröttstädt–Georgenthal                                    | Thüringen                                                                           | Ort Friedrichroda                            |                                    |
| Friedrich-Wilhelms-Nordbahn   |                           | Karlshafen–Hümme–Kassel–Bebra–Gerstungen                  | Hessen                                                                              | Kurfürst Friedrich Wilhelm I                 |                                    |
| Fuchstalbahn                  |                           | Landsberg/Lech–Schongau                                   | Bayern                                                                              | Gemeinde Fuchstal                            |                                    |

## G
| Bezeichnung           | Andere Bezeichnung                           | Strecke                                                         | Bundesland                   | benannt nach dem/der                 | Bemerkung |
| --------------------- | -------------------------------------------- | --------------------------------------------------------------- | ---------------------------- | ------------------------------------ | --------- |
| Gartenbahn            |                                              | Weil am Rhein–Lörrach                                           | Baden-Württemberg            |                                      |           |
| Gartetalbahn          |                                              | Göttingen-Rittmarshausen-Duderstadt                             | Niedersachsen                | Fluss Garte                          |           |
| Gaubahn               |                                              | Ochsenfurt–Bieberehren–Weikersheim                              | Bayern                       | Gebiet Ochsenfurter Gau              |           |
| Gaubahn (Rheinhessen) |                                              |                                                                 | Rheinland-Pfalz              |                                      |           |
| Gäubahn (1)           |                                              | Stuttgart–Singen                                                | Baden-Württemberg            | Gebiet Gäu                           |           |
| Gäubahn (2)           |                                              | Eutingen im Gäu–Freudenstadt                                    | Baden-Württemberg            | Gebiet Gäu                           |           |
| Gäubahn (3) Gäubähnel | Pfefferminzbähnel                            | Neustadt-Freisbach-Speyer                                       | Rheinland-Pfalz              | Gebiet Gäu (Pfalz)                   |           |
| Geestrandbahn         |                                              | Lüneburg–Bleckede                                               | Niedersachsen                |                                      |           |
| Geiseltalbahn         |                                              | Merseburg–Querfurt                                              | Sachsen-Anhalt               | Fluss Geisel                         |           |
| Gelstertalbahn        |                                              | Eichenberg–Großalmerode (Ost)–Velmeden                          | Hessen                       | Fluss Gelster                        |           |
| Gersprenztalbahn      | Odenwälder Lieschen, Reichelsheimer Lieschen | Reinheim–Groß-Bieberau–Reichelsheim                             | Hessen                       | Fluss Gersprenz                      |           |
| Gickelche             |                                              | Osthofen–Westhofen                                              | Rheinland-Pfalz              |                                      |           |
| Glantalbahn           |                                              | Homburg–Münchweiler–Altenglan–Staudernheim–Bad Münster am Stein | Rheinland-Pfalz              | Fluss Glan                           |           |
| Gönninger Bahn        |                                              | Reutlingen Hbf–Gönningen                                        | Baden-Württemberg            | Ort Gönningen                        |           |
| Görlitzer Bahn        |                                              | Berlin–Görlitz                                                  | Berlin, Brandenburg, Sachsen | Ort Görlitz                          |           |
| Goerzbahn             |                                              | Lichterfelde West–Dahlemer Weg–Zehlendorf–Lichterfelde          | Berlin                       | Optische Anstalt C. P. Goerz         |           |
| Gottleubatalbahn      |                                              | Pirna–Gottleuba                                                 | Sachsen                      | Fluss Gottleuba                      |           |
| Gräfenbergbahn        |                                              | Nürnberg Nordost–Gräfenberg                                     | Bayern                       | Ort Gräfenberg                       |           |
| Granitbahn            |                                              | Passau–Hauzenberg                                               | Bayern                       |                                      |           |
| Gredl                 |                                              | Roth-Hilpoltstein-Greding                                       | Bayern                       | Ort Greding                          |           |
| Gründchenbahn         |                                              | Alsfeld–Grebenau–Niederaula                                     | Hessen                       | Wiesen- und Waldlandschaft Gründchen |           |
| Gummibahn             |                                              | Umfahrungsstrecke für das Schildescher Viadukt bei Bielefeld    | Nordrhein-Westfalen          |                                      |           |
| Gummibahn (Oldenburg) | Braker Bahn                                  | Oldenburg–Brake                                                 | Niedersachsen                |                                      |           |
| Günztalbahn           |                                              | Ungerhausen–Ottobeuren                                          | Bayern                       | Fluss Günz                           |           |

## H
| Bezeichnung                 | Andere Bezeichnung    | Strecke                                                                  | Bundesland                           | benannt nach dem/der         | Bemerkung                             |
| --------------------------- | --------------------- | ------------------------------------------------------------------------ | ------------------------------------ | ---------------------------- | ------------------------------------- |
| Hälvertalbahn               |                       | Halver-Schalksmühle                                                      | Nordrhein-Westfalen                  | Fluss Hälver                 |                                       |
| Härtsfeldbahn               | Schättere             | Aalen–Neresheim–Sägmühle–Dillingen                                       | Baden-Württemberg                    | Hochfläche Härtsfeld         |                                       |
| Haller Willem               |                       | Bielefeld–Halle (Westf.)–Osnabrück                                       | Nordrhein-Westfalen, Niedersachsen   | Fuhrmann Wilhelm Stuckemeyer |                                       |
| Hambachbahn                 |                       | Tagebau Hambach                                                          | Nordrhein-Westfalen                  |                              | Grubenanschlussbahn                   |
| Hamburger Marschbahn        |                       | Billbrook–Zollenspieker–Geesthacht                                       | Hamburg                              |                              |                                       |
| Harmersbachtalbahn          |                       | Biberach-Oberharmersbach                                                 | Baden-Württemberg                    | Fluss Harmersbach            |                                       |
| Hanauer Bahn                |                       | Frankfurt am Main–Hanau                                                  | Hessen                               | Ort Hanau                    |                                       |
| Hannöversche Südbahn        |                       | Hannover-Göttingen-Dransfeld-Hann.Münden-Kassel                          | Niedersachsen, Hessen                | Himmelsrichtung Süden        |                                       |
| Hannoversche Westbahn       |                       | Löhne–Rheine–Emden                                                       | Nordrhein-Westfalen, Niedersachsen   | Himmelsrichtung Westen       |                                       |
| Harzhexenbahn               |                       | Bad Harzburg–Oker                                                        | Niedersachsen                        | Mittelgebirge Harz           |                                       |
| Harzquerbahn                |                       | Nordhausen–Wernigerode                                                   | Thüringen, Sachsen-Anhalt            | Mittelgebirge Harz           |                                       |
| Hasenbahn (1)               |                       | Langenhagen–Celle                                                        | Niedersachsen                        |                              |                                       |
| Hasenbahn (2)               |                       | Delmenhorst–Hesepe                                                       | Niedersachsen                        | Fluss Hase                   |                                       |
| Hegau-Ablachtal-Bahn        | Ablachtalbahn         | Mengen-Stockach- (Radolfzell)                                            | Baden-Württemberg                    | Gebiet Hegau, Fluss Ablach   |                                       |
| Heidebahn                   |                       | Buchholz (Nordheide)–Soltau-Hannover                                     | Niedersachsen                        | Gebiet Lüneburger Heide      |                                       |
| Heidekrautbahn              |                       | * Berlin–Basdorf–Wensickendorf–Liebenwalde und * Basdorf–Groß Schönebeck | Berlin, Brandenburg                  |                              |                                       |
| Hein Hollenbek              |                       | Mölln–Hollenbek                                                          | Schleswig-Holstein                   |                              |                                       |
| Hein Schönberg              |                       | Kiel Süd–Schönberger Strand                                              | Schleswig-Holstein                   |                              |                                       |
| Heinsberger Bahn            | Wurmtalbahn           | Lindern–Heinsberg (Rheinl)                                               | Nordrhein-Westfalen                  | Ort Heinsberg                |                                       |
| Hellertal-Bahn              |                       | Betzdorf–Haiger                                                          | Nordrhein-Westfalen, Rheinland-Pfalz | Fluss Heller                 |                                       |
| Helmetalbahn                |                       | Osterhagen–Nordhausen                                                    | Sachsen-Anhalt                       | Fluss Helme                  |                                       |
| Herkulesbahn                |                       | Stadtgebiet Kassel                                                       | Hessen                               | Statue des Herkules          |                                       |
| Hertener Bahn               | Hamm–Osterfelder Bahn | Oberhausen-Osterfeld–Hamm                                                | Nordrhein-Westfalen                  | Ort Herten                   |                                       |
| Hespertalbahn               |                       | Essen-Kupferdreh–Haus Scheppen–Hesperbrück                               | Nordrhein-Westfalen                  | Fluss Hesperbach             |                                       |
| Hesselbergbahn              |                       | - Nördlingen–Dombühl - Nördlingen–Gunzenhausen                           | Bayern                               | Berg Hesselberg              |                                       |
| Hessische Odenwaldbahn      | Odenwaldbahn (Hessen) | * (Hanau-) Wiebelsbach-Heubach-Eberbach und * Darmstadt–Wiebelsbach      | Hessen                               | Mittelgebirge Odenwald       |                                       |
| Heubergbahn                 |                       | Spaichingen–Reichenbach                                                  | Baden-Württemberg                    | Großer Heuberg               |                                       |
| Hinterlandbahn              |                       | Eisfeld–Sonneberg                                                        | Thüringen                            |                              |                                       |
| Hinterlandbahn (Hessen)     |                       |                                                                          | Hessen                               |                              | nur geplant, nie verwirklicht         |
| Hirtenbachtalbahn           | Aischgrundbahn        | Forchheim–Höchstadt (Aisch)                                              | Bayern                               | Fluss Hirtenbach             |                                       |
| Hirzbergbahn                |                       | Georgenthal–Tambach-Dietharz                                             | Thürungen                            |                              |                                       |
| Hochrheinbahn               |                       | Basel–Konstanz                                                           | Baden-Württemberg                    | Hochrhein                    | Teil der Badische Hauptbahn           |
| Hochwaldbahn                | Ruwertalbahn          | Trier–Hermeskeil-Türkismühle                                             | Rheinland-Pfalz                      | Höhenzug Osburger Hochwald   |                                       |
| Hofheimerle                 |                       | Hassfurt–Hofheim                                                         | Bayern                               | Ort Hofheim                  |                                       |
| Hohenlohebahn               | Kocherbahn            | Heilbronn–Schwäbisch Hall–Crailsheim                                     | Baden-Württemberg                    | Gebiet Hohenlohe             |                                       |
| Hohenstaufenbahn            |                       | Schwäbisch Gmünd–Göppingen                                               | Baden-Württemberg                    | Berg Hohenstaufen            |                                       |
| Hollandstrecke              |                       | Oberhausen–Wesel–Arnheim (Nl)                                            | Nordrhein-Westfalen                  |                              |                                       |
| Höllentalbahn (Frankenwald) |                       | Marxgrün–Blankenstein                                                    | Bayern                               | Höllental (Frankenwald)      |                                       |
| Höllentalbahn (Schwarzwald) |                       | Freiburg–Donaueschingen                                                  | Baden-Württemberg                    | Höllental (Schwarzwald)      |                                       |
| Hönnetalbahn                |                       | Menden–Neuenrade                                                         | Nordrhein-Westfalen                  | Fluss Hönne                  |                                       |
| Holzbachtalbahn             |                       | Siershahn–Altenkirchen                                                   | Rheinland-Pfalz                      | Fluss Holzbach               |                                       |
| Holzlandbahn                |                       | Weimar–Gera                                                              | Thüringen                            | Thüringer Holzland           | Teil der Mitte-Deutschland-Verbindung |
| Homburger Bahn              |                       | Frankfurt–Bad Homburg–Friedrichsdorf (Taunus)                            | Hessen                               | Ort Bad Homburg              |                                       |
| Horlofftalbahn (1)          | Seentalbahn           | Friedberg–Mücke                                                          | Hessen                               | Fluss Horloff                |                                       |
| Horlofftalbahn (2)          |                       | Beienheim–Nidda–Schotten                                                 | Hessen                               | Fluss Horloff                |                                       |
| Hornbachbahn                | Hornbachtalbahn       | Zweibrücken–Brenschelbach                                                | Saarland                             | Fluss Hornbach               |                                       |
| Hütter Bahn                 |                       | Brüchermühle–Wildbergerhütte                                             | Nordrhein-Westfalen                  |                              |                                       |
| Hüggelbahn                  |                       | Georgsmarienhütte – Schacht Luise                                        | Niedersachsen                        | Höhenzug Hüggel              |                                       |
| Hunsrückbahn                |                       | Boppard–Emmelshausen–Kastellaun–Simmern                                  | Rheinland-Pfalz                      | Mittelgebirge Hunsrück       |                                       |
| Hunsrückquerbahn            |                       | Langenlonsheim–Hermeskeil                                                | Rheinland-Pfalz                      | Mittelgebirge Hunsrück       |                                       |
| Huy-Bahn                    |                       | Nienhagen – Jerxheim                                                     | Sachsen-Anhalt                       | Höhenzug Huy                 |                                       |

## I
| Bezeichnung         | Andere Bezeichnung | Strecke                                   | Bundesland                | benannt nach dem/der | Bemerkung |
| ------------------- | ------------------ | ----------------------------------------- | ------------------------- | -------------------- | --------- |
| Illertalbahn        |                    | * Ulm–Kempten und * Immenstadt–Oberstdorf | Bayern                    | Fluss Iller          |           |
| Ilmbahn, Ilmtalbahn | Berkaer Bahn       | Weimar–Kranichfeld                        | Thüringen                 | Fluss Ilm            |           |
| Innerstetalbahn     | Oberharzbahn       | Langelsheim–Altenau                       | Niedersachsen             | Fluss Innerste       |           |
| Ilztalbahn          | Untere Waldbahn    | Passau–Freyung                            | Bayern                    | Fluss Ilz            |           |
| Indetalbahn         | Eschweiler Talbahn | Eschweiler–Stollberg                      | Nordrhein-Westfalen       | Fluss Inde           |           |
| Inntalbahn          |                    | Rosenheim–Kufstein                        | Bayern                    | Fluss Inn            |           |
| Isartalbahn         |                    | München–Wolfratshausen–Bichl              | Bayern                    | Fluss Isar           |           |
| Isny-Bähnle         |                    | Kempten–Isny                              | Bayern, Baden-Württemberg | Ort Isny             |           |
| Issertalbahn        | Ernstbahn          | Braunfels–Philippstein                    | Hessen                    |                      |           |
| Itzgrundbahn        | Itztalbahn         | Creidlitz–Rossach                         | Bayern                    | Fluss Itz            |           |

## J
| Bezeichnung           | Andere Bezeichnung | Strecke | Bundesland                    | benannt nach dem/der | Bemerkung |
| --------------------- | ------------------ | --- | ----------------------------- | -------------------- | --------- |
| Jagsttalbahn          |                    | Möckmühl–Widdern–Dörzbach | Baden-Württemberg             | Fluss Jagst          |           |
| Jan Klein (Eisenbahn) |                    | - Kleinbahn Leer–Aurich–Wittmund (LAW) - Kreisbahn Emden–Pewsum–Greetsiel (E.P.G.) - Kleinbahn Ihrhove–Westrhauderfehn (I.W.) - Kreisbahn Aurich Verkehrsbetriebe GmbH | Niedersachsen                 | Spitzname Jan Klein  |           |
| Jan Reiners           |                    | Bremen–Tarmstedt | Bremen, Niedersachsen         | Mensch Jan Reiners   |           |
| Jeetzeltalbahn        |                    | Dannenberg Ost–Lüchow–Salzwedel | Niedersachsen, Sachsen-Anhalt | Fluss Jeetzel        |           |

## K
| Bezeichnung                              | Andere Bezeichnung        | Strecke | Bundesland                                                                                    | benannt nach dem/der                   | Bemerkung |
| ---------------------------------------- | ------------------------- | --- | --------------------------------------------------------------------------------------------- | -------------------------------------- | --- |
| Kaiserbahn (1)                           | Kaiserstrecke             | Hagenow Land–Bad Oldesloe | Mecklenburg-Vorpommern und Schleswig-Holstein                                                 |                                        | |
| Kaiserbahn (2)                           |                           | der Teilabschnitt Gołdap–Szittkehmen/Wehrkirchen der Bahnstrecke Gumbinnen–Goldap                                                                                                  | Ostpreußen                                                                                    |                                        | |
| Kaiserstuhlbahn                          |                           | Breisach am Rhein–Riegel–Gottenheim | Baden-Württemberg                                                                             | Mittelgebirge Kaiserstuhl              | |
| Kalkbahn (1)                             | Angertalbahn              | Ratingen West-Wülfrath | Nordrhein-Westfalen                                                                           | Kalktransporten                        | |
| Kalkbahn (2)                             |                           | Weetzen–Bredenbecker Kalkwerke | Niedersachsen                                                                                 |                                        | |
| Kalletalbahn                             |                           | Lemgo–Rinteln | Nordrhein-Westfalen                                                                           | Fluss Kalle                            | nicht verwirklichtes Projekt |
| Kammeltalbahn                            | Mittelschwabenbahn        | (Günzburg–) Neuburg–Weilbach (–Mindelheim) | Bayern                                                                                        | Fluss Kammel                           | |
| Kammerforstbahn                          |                           | Regis-Breitingen–Meuselwitz | Thüringen                                                                                     | Wald Kammerforst                       | |
| Kandertalbahn                            |                           | Haltingen–Kandern | Baden-Württemberg                                                                             | Fluss Kander                           | |
| Kanonenbahn (Berlin-Wetzlarer-Eisenbahn) |                           | | Berlin, Brandenburg, Sachsen-Anhalt, Thüringen, Hessen, Rheinland-Pfalz, Saarland, Lothringen |                                        | keine eigenständige Strecke: * Berlin–Calbe–Blankenheim...: * Mitbenutzung der Strecke Halle–Hann. Münden...: * Leinefelde–Geismar–(abgebaut)–Schwebda–Waldkappel–Malsfeld–Homberg (Bz Kassel)–Treysa...: * Mitbenutzung der Main-Weser-Bahn...: * Lollar–Wetzlar...: * Mitbenutzung der Unteren Lahntalbahn...Koblenz...: * Mitbenutzung der Moseltalbahn...Metz |
| Kanzachtalbahn                           | Federseebahn              | Bad Schussenried–Riedlingen | Baden-Württemberg                                                                             | Fluss Kanzach                          | |
| Karussellbahn                            | Steinachtalbahn (2)       | Ebersdorf (b Coburg)–Neustadt (b Coburg) | Bayern                                                                                        |                                        | |
| Karwendelbahn                            | Mittenwaldbahn            | Innsbruck–Garmisch-Partenkirchen | Bayern, Tirol                                                                                 | Gebirgsgruppe Karwendel                | |
| Kasbachtalbahn                           | Wiedtalbahn               | Linz (Rhein)–Flammersfeld | Rheinland-Pfalz                                                                               | Fluss Kasbach                          | |
| Kasparbahn                               |                           | Burgdorf–Hänigsen | Niedersachsen                                                                                 | Kasparland (die Gegend um Hänigsen)    | |
| Katzbachbahn                             |                           | Bruchsal–Odenheim–Hilsbach | Baden-Württemberg                                                                             | Fluss Katzbach                         | |
| Kellerwaldbahn                           |                           | Zimmersrode–Gemünden (Wohra) | Hessen                                                                                        | Mittelgebirge Kellerwald               | |
| Kerkerbachbahn                           |                           | Dehrn–Kerkerbach–Mengerskirchen | Hessen                                                                                        | Fluss Kerkerbach                       | |
| Kieferer Grenzbahn                       | Wachtlbahn Wachtl-Express | Kiefersfelden–Thiersee (in Österreich) | Bayern                                                                                        | Ort Kiefersfelden                      | |
| Killertalbahn                            |                           | Hechingen–Gammertingen | Baden-Württemberg                                                                             | Ort Killer                             | |
| Kinzigtalbahn (Hessen)                   | Bebraer Bahn              | Fulda–Hanau | Hessen                                                                                        | Fluss Kinzig                           | |
| Kinzigtalbahn                            |                           | Hausach–Freudenstadt | Baden-Württemberg                                                                             | Fluss Kinzig                           | |
| Kirnitzschtalbahn                        |                           | Bad Schandau Kurpark–Lichtenhainer Wasserfall | Sachsen                                                                                       | Fluss Kirnitzsch                       | |
| Klepperle                                |                           | - die Hohenstaufenbahn Schwäbisch Gmünd–Göppingen - die Obere Kochertalbahn Gaildorf–Untergröningen                                                                                | Baden-Württemberg                                                                             |                                        | |
| Klingbachbahn                            | Klingbachtalbahn          | Rohrbach (Pfalz)–Klingenmünster | Rheinland-Pfalz                                                                               | Fluss Klingbach                        | |
| Knüllwaldbahn                            |                           | Treysa–Oberaula–Bad Hersfeld | Hessen                                                                                        | Mittelgebirge Knüllgebirge             | |
| Kocherbahn                               | Hohenlohebahn             | (Heilbronn–) Schwäbisch Hall (–Crailsheim) | Baden-Württemberg                                                                             | Fluss Kocher                           | |
| Kochelseebahn                            |                           | Tutzing–Kochel | Bayern                                                                                        | See Kochelsee                          | |
| Kochertalbahn (Begriffsklärung)          |                           | - Kochertalbahn, zwischen Waldenburg und Forchtenberg - Obere Kochertalbahn, zwischen Gaildorf und Untergröningen - Untere Kochertalbahn, zwischen Bad Friedrichshall und Ohrnberg | Baden-Württemberg                                                                             | Fluss Kocher                           | |
| Kochertalbahn                            |                           | Waldenburg–Forchtenberg | Baden-Württemberg                                                                             | Fluss Kocher                           | |
| Köllertalbahn                            |                           | Lebach–Völklingen | Saarland                                                                                      | Fluss Köllerbach                       | |
| König-Ludwig-Bahn                        |                           | Biessenhofen–Füssen | Bayern                                                                                        |                                        | |
| Königsseebahn                            |                           | Berchtesgaden–Königssee | Bayern                                                                                        | See Königssee                          | |
| Königsteiner Bahn                        |                           | Frankfurt-Höchst–Königstein | Hessen                                                                                        | Ort Königstein im Taunus               | |
| Korkenzieherbahn                         |                           | Solingen-Mitte–Wuppertal-Vohwinkel | Nordrhein-Westfalen                                                                           |                                        | |
| Kraichgaubahn                            |                           | Karlsruhe–Heilbronn | Baden-Württemberg                                                                             | Gebiet Kraichgau                       | |
| Kraichgau-Stromberg-Bahn                 | Elsenztalbahn             | Steinfurt–Eppingen | Baden-Württemberg                                                                             | Gebiet Kraichgau, Landschaft Stromberg | |
| Kraichtalbahn                            |                           | Ubstadt–Menzingen | Baden-Württemberg                                                                             | Fluss Kraichbach                       | |
| Kremmener Bahn                           |                           | Berlin–Hennigsdorf–Velten–Kremmen | Berlin, Brandenburg                                                                           | Ort Kremmen                            | |
| Krebsbachtalbahn                         |                           | Neckarbischofsheim Nord–Hüffenhardt | Baden-Württemberg                                                                             | Fluss Krebsbach                        | |
| Kronberger Bahn                          |                           | Frankfurt–Rödelheim–Kronberg | Hessen                                                                                        | Ort Kronberg                           | |
| Krümmelbahn                              |                           | Geesthacht–Krümmel | Schleswig-Holstein                                                                            | Ort Krümmel                            | |
| Kuckucksbähnel                           | Elmsteiner Talbahn        | Lambrecht–Elmstein | Rheinland-Pfalz                                                                               |                                        | |
| Kurbadlinie                              |                           | Winden–Bad Bergzabern | Rheinland-Pfalz                                                                               |                                        | |
| Kyffhäuserbahn                           |                           | Bretleben-Sondershausen | Thüringen                                                                                     | Mittelgebirge Kyffhäuser               | |
| Obere Kyllbahn                           |                           | Jünkerath–Losheim (–Weywertz (B)) | Rheinland-Pfalz                                                                               |                                        | siehe Vennquerbahn |
| Untere Kyllbahn                          |                           | Jünkerath–Ehrang | Rheinland-Pfalz                                                                               |                                        | siehe Eifelstrecke |

## L
| Bezeichnung          | Andere Bezeichnung               | Strecke                                                                                | Bundesland                           | benannt nach dem/der        | Bemerkung |
| -------------------- | -------------------------------- | -------------------------------------------------------------------------------------- | ------------------------------------ | --------------------------- | --------- |
| Laabertalbahn        |                                  | Eggmühl–Langquaid                                                                      | Bayern                               | Fluss Große Laber           |           |
| Lachtetalbahn        |                                  | Celle–Wittingen                                                                        | Niedersachsen                        | Fluss Lachte                |           |
| Lager Bahn           | Lippische Nebenbahn, Begatalbahn | Barntrup–Lemgo (–Bielefeld)                                                            | Nordrhein-Westfalen                  | Ort Lage                    |           |
| Ländchesbahn         |                                  | Wiesbaden–Niedernhausen                                                                | Hessen                               | Gebiet Ländchen             |           |
| Lahn-Kinzig-Bahn     |                                  | Gießen–Gelnhausen                                                                      | Hessen                               | Fluss Lahn, Fluss Kinzig    |           |
| Lahntalbahn          |                                  | Koblenz–Limburg–Wetzlar–Gießen                                                         | Hessen, Rheinland-Pfalz              | Fluss Lahn                  |           |
| Lammetalbahn         |                                  | Großdüngen–Bodenburg–Bad Gandersheim                                                   | Niedersachsen                        | Fluss Lamme                 |           |
| Laucherttalbahn      |                                  | (Engstingen–)Gammertingen–Sigmaringen                                                  | Baden-Württemberg                    | Fluss Lauchert              |           |
| Lauterhöfer Bockl    |                                  | Amberg–Lauterhofen                                                                     | Bayern                               | Ort Lauterhofen             |           |
| Lautertalbahn        |                                  | Kaiserslautern–Lauterecken-Grumbach                                                    | Rheinland-Pfalz                      | Fluss Lauter                |           |
| Lautertalbahn        |                                  | Süßen–Donzdorf–Weißenstein                                                             | Baden-Württemberg                    | Fluss Lauter                |           |
| Lechfeldbahn         |                                  | Bobingen–Landsberg (Lech)                                                              | Bayern                               | Schotterebene Lechfeld      |           |
| Leininger Talbahn    | Eckbachtalbahn                   | Grünstadt–Altleiningen                                                                 | Rheinland-Pfalz                      | Ort Altleiningen            |           |
| Lennetalbahn         | Ruhr-Sieg-Strecke                | Hagen–Siegen                                                                           | Nordrhein-Westfalen                  | Fluss Lenne                 |           |
| Leppetalbahn         |                                  | Marienheide–Engelskirchen                                                              | Nordrhein-Westfalen                  | Fluss Leppe                 |           |
| Lerzerbahn           | Freystädter Bockel               | Greißelbach–Freystadt                                                                  | Bayern                               | Bürgermeister Johann Lerzer |           |
| Limburger Bahn       | Main-Lahn-Bahn, Taunusstrecke    | Frankfurt am Main–Eschhofen–Limburg                                                    | Hessen                               | Ort Limburg an der Lahn     |           |
| Limesbahn            |                                  | Bad Soden im Taunus–Niederhöchstadt                                                    | Hessen                               |                             |           |
| Linke Rheinstrecke   |                                  | Köln–Mainz                                                                             | Nordrhein-Westfalen, Rheinland-Pfalz | Fluss Rhein                 |           |
| Lippische Bahn       |                                  |                                                                                        | Nordrhein-Westfalen                  | Land Lippe                  |           |
| Lippische Nebenbahn  | Lager Bahn, Begatalbahn          | Barntrup–Lemgo (–Bielefeld)                                                            | Nordrhein-Westfalen                  | Land Lippe                  |           |
| Lloydbahn            |                                  | Neustrelitz–Warnemünde                                                                 | Mecklenburg-Vorpommern               | Deutsch-Nordischer Lloyd    |           |
| Lockwitztalbahn      |                                  | Niedersedlitz-Kreischa                                                                 | Sachsen                              | Fluss Lockwitzbach          |           |
| Lossetalbahn         |                                  | Kassel–Waldkappel                                                                      | Hessen                               | Fluss Losse                 |           |
| Lößnitzgrundbahn     | Lößnitzdackel, Grundwurm         | Radebeul–Radeburg                                                                      | Sachsen                              | Lößnitzgrund                |           |
| Lößnitztalbahn       |                                  | Hetzdorf–Eppendorf–Großwaltersdorf                                                     | Sachsen                              | Fluss Große Lößnitz         |           |
| Ludwig-Süd-Nord-Bahn |                                  | Lindau–Immenstadt–Kempten–Augsburg–Donauwörth–Nördlingen–Nürnberg–Bamberg–Kulmbach–Hof | Bayern                               | König Ludwig I. (Bayern)    |           |
| Ludwigs-Westbahn     |                                  | Bamberg–Schweinfurt–Würzburg–Aschaffenburg–Hanau                                       | Bayern, Hessen                       | König Ludwig I. (Bayern)    |           |
| Ludwigseisenbahn     |                                  | Nürnberg–Fürth                                                                         | Bayern                               | König Ludwig I. (Bayern)    |           |
| Luhmer Grietche      |                                  | Siegburg–Overath                                                                       | Nordrhein-Westfalen                  |                             |           |
| Lumdatalbahn         |                                  | Lollar–Londorf–Grünberg                                                                | Hessen                               | Fluss Lumda                 |           |

## M
| Bezeichnung                  | Andere Bezeichnung           | Strecke                                                                 | Bundesland                | benannt nach dem/der               | Bemerkung                      |
| ---------------------------- | ---------------------------- | ----------------------------------------------------------------------- | ------------------------- | ---------------------------------- | ------------------------------ |
| Maare-Moselbahn              |                              | Daun–Wengerohr–Bernkastel-Kues                                          | Rheinland-Pfalz           | Mulde Maar, Fluss Mosel            |                                |
| Madonnenlandbahn             |                              | Seckach–Miltenberg                                                      | Bayern                    | Madonnenländchen                   |                                |
| Main-Kinzig-Bahn             |                              | Flieden–Gemünden                                                        | Hessen                    | Fluss Main, Fluss Kinzig           |                                |
| Main-Lahn-Bahn               | Limburger Bahn Taunusstrecke | Frankfurt am Main–Eschhofen–Limburg                                     | Hessen                    | Fluss Main, Fluss Lahn             |                                |
| Main-Neckar-Bahn             |                              | Frankfurt am Main–Darmstadt–Heidelberg                                  | Hessen, Baden-Württemberg | Fluss Main, Fluss Neckar           |                                |
| Main-Rhein-Bahn              | Rhein-Main-Bahn              | Mainz–Darmstadt–Aschaffenburg                                           | Bayern, Hessen            | Fluss Main, Fluss Rhein            |                                |
| Main-Spessart-Bahn (1)       |                              | Würzburg–Aschaffenburg                                                  | Bayern                    | Fluss Main, Mittelgebirge Spessart |                                |
| Main-Spessart-Bahn (2)       |                              | Hanau–Aschaffenburg                                                     | Bayern, Hessen            | Fluss Main, Mittelgebirge Spessart |                                |
| Main-Weser-Bahn              |                              | Frankfurt am Main–Gießen–Kassel                                         | Hessen                    | Fluss Main, Fluss Weser            |                                |
| Mainbahn                     |                              | Frankfurt am Main–Mainz                                                 | Hessen                    | Fluss Main                         |                                |
| Mainschleifenbahn            | Säuferbähnle                 | Seligenstadt (bei Würzburg)–Volkach                                     | Bayern                    | Mainschleife                       |                                |
| Maintalbahn                  |                              | Aschaffenburg–Miltenberg–Wertheim                                       | Bayern                    | Fluss Main                         |                                |
| Mandaubahn                   |                              | Mittelherwigsdorf–Varnsdorf–Eibau                                       | Sachsen                   | Fluss Mandau                       |                                |
| Mangfallbahn                 | Mangfalltalbahn              | Holzkirchen–Rosenheim                                                   | Bayern                    | Fluss Mangfall                     |                                |
| Marschbahn                   |                              | Elmshorn–Niebüll–Tondern/Westerland                                     | Schleswig-Holstein        | Landschaft Marschland              | vgl. auch Hamburger Marschbahn |
| Marschenbahn                 |                              | St. Michaelisdonn–Friedrichskoog                                        | Schleswig-Holstein        | Landschaft Marschland              | vgl. auch Hamburger Marschbahn |
| Maxaubahn                    |                              | Karlsruhe (Alter Bahnhof)–Maxau                                         | Baden-Württemberg         | Ort Maxau                          |                                |
| Mitte-Deutschland-Verbindung |                              | (Chemnitz–) Glauchau–Gera–Jena–Weimar                                   | Sachsen, Thüringen        |                                    |                                |
| Mittelschwabenbahn           | Kammeltalbahn                | Günzburg–Neuburg–Weilbach–Mindelheim                                    | Bayern                    | Mittelschwaben                     |                                |
| Mittenwaldbahn               | Karwendelbahn                | Innsbruck–Garmisch-Partenkirchen                                        | Bayern, Tirol             | Ort Mittenwald                     |                                |
| Mittlere Ruhrtalbahn         |                              | Dahlhausen (Ruhr)–Hattingen–Welper–Herbede–Wengern Ost–(Hagen) Vorhalle | Nordrhein-Westfalen       | Fluss Ruhr                         |                                |
| Möhnetalbahn                 |                              | Soest–Brilon Stadt                                                      | Nordrhein-Westfalen       | Fluss Möhne                        |                                |
| Molli                        |                              | Bad Doberan–Ostseebad Kühlungsborn                                      | Mecklenburg-Vorpommern    |                                    |                                |
| Mommelsteinblitz             |                              | Schmalkalden–Brotterode                                                 | Thüringen                 | Felsen Mommelstein                 |                                |
| Montzenroute                 |                              | Aachen–Tongeren                                                         | Nordrhein-Westfalen       | Ort Montzen                        |                                |
| Moosalbbahn                  | Biebermühlbahn               | Kaiserslautern–Pirmasens                                                | Rheinland-Pfalz           | Fluss Moosalbe                     |                                |
| Moosbahn                     |                              | Straßenbahnhaltestelle in München-Bogenhausen nach Finsing              | Bayern                    | Erdinger Moos                      |                                |
| Moselbahn, Moseltalbahn      | Saufbähnchen                 | Trier–Andel–Bullay                                                      | Rheinland-Pfalz           | Fluss Mosel                        |                                |
| Moselstrecke                 |                              | Koblenz–Trier                                                           | Rheinland-Pfalz           | Fluss Mosel                        |                                |
| Motzenersee-Bahn             |                              | (Königs Wusterhausen–) Mittelwalde–Töpchin                              | Brandenburg               | See Motzener See                   |                                |
| Müglitztalbahn               |                              | Heidenau–Altenberg                                                      | Sachsen                   | Fluss Müglitz                      |                                |
| Muldentalbahn                |                              | Glauchau–Rochlitz–Wurzen                                                | Sachsen                   | Fluss Zwickauer Mulde              |                                |
| Mümlingbahn                  |                              | Hetzbach-Höchst (Odenwald)                                              | Hessen                    | Fluss Mümling                      | Teil der Odenwaldbahn (Hessen) |
| Münstertalbahn               |                              | Bad Krozingen-Münstertal                                                | Baden-Württemberg         | Ort Münstertal                     |                                |
| Murgtalbahn                  |                              | Rastatt–Baiersbronn (–Freudenstadt)                                     | Baden-Württemberg         | Fluss Murg                         |                                |
| Murrbahn (1)                 | Murrtalbahn                  | (Stuttgart–) Backnang–Fornsbach (–Schwäbisch Hall-Hessental)            | Baden-Württemberg         | Fluss Murr                         |                                |
| Murrbahn (2)                 | Murrtalbahn                  | Backnang–Erdmannhausen (–Ludwigsburg)                                   | Baden-Württemberg         | Fluss Murr                         |                                |
| Mussolinibahn                |                              | Seewald–Rotenmoos                                                       | Baden-Württemberg         | Mensch Benito Mussolini            |                                |
| Muttentalbahn                |                              | im Muttental                                                            | Nordrhein-Westfalen       | Fluss Muttenbach                   |                                |

## N
| Bezeichnung                           | Andere Bezeichnung   | Strecke                                     | Bundesland                     | benannt nach dem/der                        | Bemerkung                     |
| ------------------------------------- | -------------------- | ------------------------------------------- | ------------------------------ | ------------------------------------------- | ----------------------------- |
| Naabtalbahn                           |                      | Schwandorf–Reuth bei Erbendorf              | Bayern                         | Fluss Naab                                  |                               |
| Nagoldbahn                            | Nagoldtalbahn        | Pforzheim–Nagold                            | Baden-Württemberg              | Fluss Nagold                                |                               |
| Nahetalbahn                           | Rhein-Nahe-Bahn      | Bingen-Kreuznach-Türkismühle (-Saarbrücken) | Rheinland-Pfalz                | Fluss Nahe                                  |                               |
| Nassauische Rheinbahn                 |                      | Wiesbaden-Niederlahnstein                   | Hessen                         | Herzogtum Nassau                            | Teil der rechten Rheinstrecke |
| Neckar-Alb-Bahn                       |                      | Stuttgart-Plochingen-Tübingen               | Baden-Württemberg              | Fluss Neckar, Mittelgebirge Schwäbische Alb | (s. a. Obere Neckarbahn)      |
| Neckartalbahn                         |                      | Heidelberg–Neckarelz–Bad Friedrichshall     | Baden-Württemberg              | Fluss Neckar                                |                               |
| Neißetalbahn                          |                      | * Zittau–Hagenwerder * Hagenwerder–Görlitz  | Sachsen                        | Fluss Lausitzer Neiße                       |                               |
| Nessetalbahn                          |                      | Bufleben-Großenbehringen                    | Thüringen                      | Fluss Nesse                                 |                               |
| Nettetalbahn                          |                      | Derneburg–Bornum-Seesen                     | Niedersachsen                  | Fluss Nette                                 |                               |
| Nibelungenbahn                        |                      | Worms-Bensheim                              | Hessen                         |                                             |                               |
| Niddertalbahn                         | Stockheimer Lieschen | Bad Vilbel–Stockheim                        | Hessen                         | Fluss Nidder                                |                               |
| Niederelbebahn                        | Unterelbebahn        | Hamburg-Harburg–Cuxhaven                    | Niedersachsen, Hamburg         | Fluss Elbe                                  |                               |
| Niederländisch-Westfälische Eisenbahn |                      | Gelsenkirchen-Bismarck–Borken–Winterswijk   | Nordrhein-Westfalen            |                                             |                               |
| Niederlausitzer Eisenbahn             |                      | Falkenberg–Beeskow                          | Brandenburg                    | Territorium Niederlausitz                   |                               |
| Niederbergbahn                        |                      | Oberdüssel–Kettwig                          | Nordrhein-Westfalen            |                                             |                               |
| Niederrheinbahn                       |                      | Zeche Friedrich Heinrich–Rheinpreußen-Hafen | Nordrhein-Westfalen            | Fluss Rhein                                 |                               |
| Niederschlesisch-Märkische Eisenbahn  |                      | Berlin–Frankfurt (Oder)–Guben–Breslau       | Berlin, Brandenburg, Schlesien |                                             |                               |
| Niederwaldbahn                        |                      | Rüdesheim–Niederwalddenkmal                 | Hessen                         | Landschaftspark Niederwald bei Rüdesheim    |                               |
| Niedtalbahn                           |                      | Dillingen (Saar)-Bouzonville                | Saarland, Lothringen           | Fluss Nied                                  |                               |
| Nims-Sauertalbahn                     |                      | Erdorf–Bitburg–Igel                         | Rheinland-Pfalz                | Fluss Nims, Fluss Sauer                     |                               |
| Nord-Süd-Bahn (Garzweiler)            |                      | Garzweiler                                  | Nordrhein-Westfalen            |                                             | Grubenanschlussbahn           |
| Nord-Süd-Strecke                      |                      | Hannover–Göttingen–Würzburg/Frankfurt       | Niedersachsen, Hessen, Bayern  |                                             |                               |

## O
| Bezeichnung                            | Andere Bezeichnung                        | Strecke                                                             | Bundesland                            | benannt nach dem/der           | Bemerkung                   |
| -------------------------------------- | ----------------------------------------- | ------------------------------------------------------------------- | ------------------------------------- | ------------------------------ | --------------------------- |
| Obere Ahrtalbahn                       |                                           | Ahrdorf–Blankenheim                                                 | Nordrhein-Westfalen                   | Fluss Ahr                      |                             |
| Obere Edertalbahn                      | Ederberglandbahn                          | Bad Berleburg–Allendorf (Eder)–Frankenberg                          | Nordrhein-Westfalen / Hessen          | Fluss Eder                     |                             |
| Obere Jagstbahn                        |                                           | Goldshöfe-Crailsheim                                                | Baden-Württemberg                     | Fluss Jagst                    |                             |
| Obere Kochertalbahn                    |                                           | Gaildorf–Untergröningen                                             | Baden-Württemberg                     | Fluss Kocher                   |                             |
| Obere Lahntalbahn                      |                                           | (Erndtebrück–) Feudingen–Cölbe                                      | Hessen                                | Fluss Lahn                     |                             |
| Obere Neckarbahn                       | Obere Neckartalbahn                       | Bahnstrecke Plochingen–Immendingen                                  | Baden-Württemberg                     | Fluss Neckar                   |                             |
| Obere Ruhrtalbahn                      |                                           | Hagen–Schwerte–Bestwig                                              | Nordrhein-Westfalen                   | Fluss Ruhr                     |                             |
| Obere Saartalbahn                      |                                           | Saarbrücken–Sarreguemines                                           | Saarland                              | Fluss Saar                     |                             |
| Obere Steigerwaldbahn                  |                                           | Strullendorf–Frensdorf                                              | Bayern                                | Mittelgebirge Steigerwald      |                             |
| Obere Steigerwaldbahn                  | Frensdorf–Schlüsselfeld                   | Bayern                                                              |                                       | Mittelgebirge Steigerwald      |                             |
| Obererzgebirgische Bahn                |                                           | Schwarzenberg–Zwickau                                               | Sachsen                               | Mittelgebirge Erzgebirge       |                             |
| Oberharzbahn                           | Innerstetalbahn                           | Langelsheim–Clausthal-Zellerfeld–Altenau                            | Niedersachsen                         | Mittelgebirge Harz             |                             |
| Obermoselstrecke                       |                                           | Trier–Perl-Apach-Thionville (Diedenhofen)                           | Rheinland-Pfalz, Saarland, Lothringen | Fluss Mosel                    |                             |
| Oberrheinbahn                          | Rheintalbahn                              | Mannheim–Basel                                                      | Baden-Württemberg                     | Fluss Oberrhein                | Teil der Badische Hauptbahn |
| Oberwaldbahn                           | Vogelsbergbahn (alt)                      | Lauterbach-Nord–Hartmannshain–Stockheim                             | Hessen                                | Hochwald Oberwald (Vogelsberg) |                             |
| Oberweißbacher Bergbahn (Flachstrecke) |                                           | Lichtenhain–Cursdorf                                                | Thüringen                             | Ort Oberweißbach               |                             |
| Oberweserbahn                          | Schwülmetalbahn                           | Göttingen—Bodenfelde                                                | Niedersachsen                         | Fluss Weser                    |                             |
| Oberwesterwaldbahn                     |                                           | Limburg–Altenkirchen                                                | Hessen, Rheinland-Pfalz               | Mittelgebirge Westerwald       |                             |
| Odenwaldbahn (Baden)                   | Badische Odenwaldbahn                     | Heidelberg-Neckarelz-Osterburken                                    | Baden-Württemberg                     | Mittelgebirge Odenwald         |                             |
| Odenwaldbahn (Hessen)                  | Hessische Odenwaldbahn                    | * (Hanau-) Wiebelsbach-Heubach-Eberbach und * Darmstadt–Wiebelsbach | Hessen                                | Mittelgebirge Odenwald         |                             |
| Odenwälder Lieschen                    | Gersprenztalbahn, Reichelsheimer Lieschen | Reinheim–Groß-Bieberau–Reichelsheim                                 | Hessen                                |                                |                             |
| Odenwaldexpress                        | Bähnle, ’s Bembele, Zügle, Entenmörder    | Mosbach–Mudau                                                       | Baden-Württemberg                     | Mittelgebirge Odenwald         |                             |
| Odertalbahn                            |                                           | Scharzfeld–Sankt Andreasberg-Silberhütte                            | Niedersachsen                         | Fluss Oder                     |                             |
| Öchsle                                 |                                           | Biberach–Warthausen–Ochsenhausen                                    | Baden-Württemberg                     |                                |                             |
| Oesetalbahn                            |                                           | Menden–Hemer                                                        | Nordrhein-Westfalen                   | Fluss Oese                     |                             |
| Offsteiner Schneck                     | Pfefferdüttche, Wissegickel               | Worms–Grünstadt                                                     | Rheinland-Pfalz                       | OrtOffstein                    |                             |
| Ohmtalbahn                             |                                           | Kirchhain–Nieder-Ofleiden–Burg- und Nieder-Gemünden                 | Hessen                                | Fluss Ohm                      |                             |
| Ohratalbahn                            |                                           | Gotha–Gräfenroda                                                    | Thüringen                             | Fluss Ohra                     |                             |
| Ohretalbahn                            |                                           | Wittingen–Oebisfelde                                                | Niedersachsen                         | Fluss Ohre                     |                             |
| Oleftalbahn                            | Flitsch                                   | Kall–Hellenthal                                                     | Nordrhein-Westfalen                   | Fluss Olef                     |                             |
| Orlabahn                               |                                           | Orlamünde–Oppurg                                                    | Thüringen                             | Fluss Orla                     |                             |
| Örtzetalbahn                           |                                           | Beckedorf–Munster                                                   | Niedersachsen                         | Fluss Örtzetalbahn             |                             |
| Ostertalbahn                           |                                           | Ottweiler–Schwarzerden                                              | Saarland                              | Fluss Oster                    |                             |
| Ostfriesische Küstenbahn               |                                           | Norden-Esens-Jever (–Sande)                                         | Niedersachsen                         | Gebiet Ostfriesland            |                             |
| Ostlandbahn                            |                                           | Borkum                                                              | Niedersachsen                         |                                |                             |
| Östliche Gabelbahn                     | Untere Jagstbahn                          | Bad Friedrichshall-Osterburken                                      | Baden-Württemberg                     |                                | Frankenbahn                 |
| Ostwestfalen-Bahn                      |                                           | Herford–Altenbeken–Paderborn                                        | Nordrhein-Westfalen                   | Ostwestfalen                   |                             |
| Ourtalbahn                             |                                           | Losheim–Sankt Vith (B)                                              | Nordrhein-Westfalen                   | Fluss Our                      | nur projektiert, nie gebaut |

## P
| Bezeichnung                | Andere Bezeichnung                    | Strecke                                        | Bundesland                         | benannt nach dem/der                  | Bemerkung              |
| -------------------------- | ------------------------------------- | ---------------------------------------------- | ---------------------------------- | ------------------------------------- | ---------------------- |
| Panoramabahn               |                                       |                                                |                                    |                                       |                        |
| Paartalbahn                |                                       | Augsburg–Schrobenhausen–Ingolstadt             | Bayern                             | Fluss Paar                            |                        |
| Pegnitztalbahn             |                                       | Nürnberg-Pegnitz                               | Bayern                             | Fluss Pegnitz                         |                        |
| Pellenz-Eifel-Bahn         |                                       | Andernach–Kaisersesch                          | Rheinland-Pfalz                    | Hügelland Pellenz Mittelgebirge Eifel | Teil der Eifelquerbahn |
| Perm-Bahn                  |                                       | Laggenbeck–Permer Stollen–Hasbergen            | Nordrhein-Westfalen, Niedersachsen | Permer Stollen                        |                        |
| Petersbergbahn             |                                       | Königswinter-Petersberg                        | Nordrhein-Westfalen                | Berg Petersberg                       |                        |
| Pfaffenwinkelbahn (1)      |                                       | Weilheim–Peißenberg                            | Bayern                             | Gebiet Pfaffenwinkel                  |                        |
| Pfaffenwinkelbahn (2)      |                                       | Schongau–Peißenberg                            | Bayern                             | Gebiet Pfaffenwinkel                  |                        |
| Pfälzer Oberlandbahn       |                                       | Neustadt–Edenkoben-Landau                      | Rheinland-Pfalz                    |                                       |                        |
| Pfälzische Ludwigsbahn     | Bexbacher Bahn                        | Ludwigshafen–Homburg-Neunkirchen               | Rheinland-Pfalz, Saarland          |                                       |                        |
| Pfälzische Maximiliansbahn |                                       | Neustadt (Weinstraße)–Weißenburg               | Rheinland-Pfalz                    |                                       |                        |
| Pfälzische Nordbahn        | Dürkheimer Bahn                       | Neustadt-Dürkheim-Monsheim                     | Rheinland-Pfalz                    |                                       |                        |
| Pfefferdüttche             | Offsteiner Schneck, Wissegickel       | Worms–Grünstadt                                | Rheinland-Pfalz                    |                                       |                        |
| Pfefferminzbahn            | Pfeffibahn                            | Straußfurt–Sömmerda–Großheringen               | Sachsen-Anhalt, Thüringen          | Transport der Pfefferminze            |                        |
| Pfefferminzbähnel          | Gäubahn (3) Gäubähnel                 | Neustadt-Freisbach-Speyer                      | Rheinland-Pfalz                    |                                       |                        |
| Pfrimmtalbahn              | Zellertalbahn                         | Monsheim–Langmeil                              | Rheinland-Pfalz                    | Fluss Pfrimm                          |                        |
| Pfettrachtalbahn           |                                       | Landshut–Neuhausen (b Landshut)–Rottenburg     | Bayern                             | Fluss Pfettrach                       |                        |
| Pfungstadtbahn             |                                       | Darmstadt Hbf-Pfungstadt                       | Hessen                             | Ort Pfungstadt                        |                        |
| Pfinztalbahn               |                                       | Karlsruhe–Mühlacker                            | Baden-Württemberg                  | Fluss Pfinz                           |                        |
| Pließnitztalbahn           |                                       | Herrnhut–Bernstadt                             | Sachsen                            | Fluss Pließnitz                       |                        |
| Pöbeltalbahn               |                                       | Schmiederberg–Moldau (Moldava v Kr.h.)         | Sachsen                            | Fluss Pöbelbach                       | war ein Projekt        |
| Pöhlwassertalbahn          | Pöhlatalbahn                          | Grünstädtel–Oberrittersgrün                    | Sachsen                            | Fluss Pöhlwasser                      |                        |
| Pressnitztalbahn           | Pressnitztalbahn                      | Wolkenstein–Steinbach–Jöhstadt                 | Sachsen                            | Fluss Pressnitz                       |                        |
| Preußische Ostbahn         | Königlich Preußische Ostbahn, Ostbahn | Berlin–Küstrin–Königsberg (Preußen)–Eydtkuhnen | Berlin, Brandenburg                |                                       |                        |
| Preußlitzer Kohlebahn      |                                       | Biendorf–Gerlebogk                             | Sachsen-Anhalt                     | Ort Preußlitz                         |                        |
| Primstalbahn (1)           |                                       | Nonnweiler–Limbach (–Lebach–Wemmetsweiler)     | Saarland                           | Fluss Prims                           |                        |
| Primstalbahn (2)           |                                       | Dillingen–Primsweiler                          | Saarland                           | Fluss Prims                           |                        |
| Prinz-Wilhelm-Eisenbahn    |                                       | Wuppertal-Vohwinkel–Essen-Überruhr             | Nordrhein-Westfalen                | Prinz Wilhelm von Preußen             |                        |
| Prümtalbahn                | Westeifelbahn                         | Gerolstein–Pronsfeld–St. Vith                  | Rheinland-Pfalz                    | Fluss Prüm                            |                        |
| Pulverbahn                 |                                       | Bergedorf–Geesthacht                           | Hamburg, Schleswig-Holstein        | Pulverfabrik Düneberg                 |                        |

## Q
| Bezeichnung   | Andere Bezeichnung | Strecke                             | Bundesland          | benannt nach dem/der | Bemerkung |
| ------------- | ------------------ | ----------------------------------- | ------------------- | -------------------- | --------- |
| Queichtalbahn |                    | Landau-Hauenstein (-Pirmasens Nord) | Rheinland-Pfalz     | Fluss Queich         |           |
| Querbahn (1)  |                    | Brühl-Vochem–Wesseling              | Nordrhein-Westfalen |                      |           |
| Querbahn (2)  |                    | Borna–Großbothen                    | Sachsen             |                      |           |

## R
| Bezeichnung                             | Andere Bezeichnung                    | Strecke                                                                                                 | Bundesland                                          | benannt nach dem/der                                    | Bemerkung                   |
| --------------------------------------- | ------------------------------------- | --- | --------------------------------------------------- | ------------------------------------------------------- | --------------------------- |
| Räuberbahn                              |                                       | Altshausen–Schwackenreute                                                                               | Baden-Württemberg                                   |                                                         |                             |
| Rahmedetalbahn                          |                                       | Altena–Lüdenscheid                                                                                      | Nordrhein-Westfalen                                 | Fluss Rahmede                                           |                             |
| Randenbahn                              |                                       | Singen–Beuren-Büßlingen                                                                                 | Baden-Württemberg                                   | Höhenzug Randen                                         |                             |
| Rangaubahn                              | Cadolzburger Moggerla                 | Fürth–Zirndorf–Cadolzburg                                                                               | Bayern                                              | Landschaft Rangau                                       |                             |
| Rankbachbahn                            |                                       | Böblingen–Renningen                                                                                     | Baden-Württemberg                                   | Fluss Rankbach                                          |                             |
| Rasende Emma                            |                                       | List–Westerland–Hörnum                                                                                  | Schleswig-Holstein                                  |                                                         |                             |
| Ravensberger Bahn                       |                                       | Rahden–Espelkamp–Lübbecke–Bünde–Bielefeld                                                               | Nordrhein-Westfalen                                 | Ravensberger Land                                       |                             |
| Rechte Rheinstrecke                     |                                       | Köln–Neuwied–Wiesbaden                                                                                  | Hessen; Rheinland-Pfalz, Nordrhein-Westfalen        | Fluss Rhein                                             |                             |
| Reichelsheimer Lieschen                 | Gersprenztalbahn, Odenwälder Lieschen | Reinheim–Groß-Bieberau–Reichelsheim                                                                     | Hessen                                              |                                                         |                             |
| Remsbahn                                | Remstalbahn                           | (Stuttgart–) Waiblingen–Aalen                                                                           | Baden-Württemberg                                   | Fluss Rems                                              |                             |
| Renchtalbahn                            |                                       | Appenweier–Bad Griesbach                                                                                | Baden-Württemberg                                   | Fluss Rench                                             |                             |
| Rennsteigbahn                           |                                       | Plaue–Themar                                                                                            | Thüringen                                           | Höhenweg Rennsteig                                      |                             |
| Rhein-Haardtbahn                        |                                       | Bad Dürkheim–Ludwigshafen-Oggersheim                                                                    | Rheinland-Pfalz                                     | Fluss Rhein, Mittelgebirgszug Haardt                    |                             |
| Rhein-Main-Bahn                         | Main-Rhein-Bahn                       | Mainz–Darmstadt–Aschaffenburg                                                                           | Bayern, Hessen                                      | Fluss Rhein, Fluss Main                                 |                             |
| Rhein-Nahe-Bahn                         | Nahetalbahn                           | Bingen–Kreuznach–Türkismühle (–Saarbrücken)                                                             | Rheinland-Pfalz                                     | Fluss Rhein, Fluss Nahe                                 |                             |
| Rheinbahn (Baden)                       |                                       | Mannheim–Karlsruhe–Rastatt–Hagenau                                                                      | Baden-Württemberg                                   | Fluss Rhein                                             |                             |
| Rheinhessenbahn                         |                                       | Bingen–Alzey–Worms                                                                                      | Rheinland-Pfalz                                     | Provinz Rheinhessen                                     |                             |
| Rheinischer Esel                        |                                       | Bochum–Witten–Dortmund                                                                                  | Nordrhein-Westfalen                                 |                                                         |                             |
| Rheintalbahn                            | Oberrheinbahn                         | Mannheim–Basel                                                                                          | Baden-Württemberg                                   | Fluss Rhein                                             | Teil der Badische Hauptbahn |
| Rheinuferbahn                           |                                       | Köln–Wesseling–Bonn                                                                                     | Nordrhein-Westfalen                                 | Fluss Rhein                                             |                             |
| Rhönbahn (1)                            |                                       | Fulda–Gersfeld                                                                                          | Hessen                                              | Mittelgebirge Rhön                                      |                             |
| Rhönbahn (2)                            |                                       | Hilders–Wüstensachsen                                                                                   | Hessen                                              | Mittelgebirge Rhön                                      |                             |
| Riedbahn                                |                                       | alt: (Darmstadt–) Dornberg–Biblis (–Worms) heute: (Frankfurt–) Dornberg-Biblis (–Mannheim)              | Hessen                                              | Hessisches Ried                                         |                             |
| Riesbahn                                |                                       | Aalen–Nördlingen, Nördlingen–Donauwörth                                                                 | Baden-Württemberg, Bayern                           | Nördlinger Ries                                         |                             |
| Ringbahn (Mannheim)                     | Schleifbahn                           | Bahnstrecke im Stadtgebiet von Mannheim                                                                 | Baden-Württemberg                                   |                                                         |                             |
| Rodachtalbahn                           |                                       | Kronach–Steinwiesen–Nordhalben                                                                          | Bayern                                              | Fluss Rodach                                            |                             |
| Rodgaubahn                              |                                       | Offenbach–Ober-Roden–Dieburg–Reinheim                                                                   | Hessen                                              | Gau Rodgau                                              |                             |
| Röhrtalbahn                             |                                       | Neheim-Hüsten–Sundern                                                                                   | Nordrhein-Westfalen                                 | Fluss Röhr                                              |                             |
| Rollbahn                                |                                       | Hamburg–Bremen–Osnabrück–Münster                                                                        | Hamburg, Niedersachsen, Bremen, Nordrhein-Westfalen | Tag und Nacht ständig rollenden Güter- und Personenzüge |                             |
| Roßbergbahn                             |                                       | Rossberg–Bad Wurzach                                                                                    | Baden-Württemberg                                   | Ort Rossberg                                            |                             |
| Rosseltalbahn                           |                                       | Saarbrücken–Bous                                                                                        | Saarland                                            | Fluss Rossel                                            |                             |
| Rothaarbahn                             |                                       | Erndtebrück–Bad Berleburg                                                                               | Nordrhein-Westfalen                                 | Mittelgebirge Rothaargebirge                            |                             |
| Rottalmolle                             |                                       | Laupheim West–Schwendi                                                                                  | Baden-Württemberg                                   | Fluss Rot                                               |                             |
| Rotttalbahn                             |                                       | (Passau–) Sulzbach–Neumarkt-Sankt Veit                                                                  | Bayern                                              | Fluss Rott                                              |                             |
| Rübelandbahn                            |                                       | Blankenburg–Königshütte–Tanne                                                                           | Sachsen-Anhalt                                      | Ort Rübeland                                            |                             |
| Rügensche Kleinbahn („Rasender Roland“) |                                       | Lauterbach–Göhren                                                                                       | Mecklenburg-Vorpommern                              | Insel Rügen                                             |                             |
| Ruhr-Eder-Bahn                          |                                       | Nuttlar–Winterberg–(abgebaut)–Allendorf (Eder)–Frankenberg (Eder)                                       | Hessen, Nordrhein-Westfalen                         | Fluss Ruhr, Fluss Eder                                  |                             |
| Ruhr-Sieg-Strecke                       | Lennetalbahn                          | Hagen–Siegen                                                                                            | Nordrhein-Westfalen                                 | Fluss Ruhr, Fluss Sieg                                  |                             |
| Ruhrtalbahn                             |                                       | Düsseldorf-Rath und Mülheim-Styrum–Bochum-Dahlhausen (Bochum)–Hagen-Vorhalle, Schwerte–Bigge (–Warburg) | Nordrhein-Westfalen                                 | Fluss Ruhr                                              |                             |
| Rurtalbahn                              |                                       | * Heimbach–Düren * Düren–Jülich und * Jülich–Linnich–Hückelhoven                                        | Nordrhein-Westfalen                                 | Fluss Rur                                               |                             |
| Ruwertalbahn                            | Hochwaldbahn                          | Trier–Hermeskeil–Türkismühle                                                                            | Rheinland-Pfalz                                     | Fluss Ruwer                                             |                             |

## S
| Bezeichnung                        | Andere Bezeichnung                                         | Strecke | Bundesland                | benannt nach dem/der                                            | Bemerkung                                         |
| ---------------------------------- | ---------------------------------------------------------- | --- | ------------------------- | --------------------------------------------------------------- | ------------------------------------------------- |
| Saalbahn/Saalebahn                 |                                                            | Saalfeld–Großheringen | Thüringen                 | Fluss Saale                                                     |                                                   |
| Saaletalbahn                       | Fränkische Saaletalbahn                                    | Gemünden–Bad Kissingen (-Ebenhausen)                                                                                            | Bayern                    | Fluss Fränkische Saale                                          |                                                   |
| Saarstrecke                        | Saartal-Bahn                                               | Saarbrücken–Karthaus (-Trier)                                                                                                   | Saarland, Rheinland-Pfalz | Fluss Saar                                                      |                                                   |
| Sachsen-Franken-Magistrale         |                                                            | Dresden–Hof–Nürnberg | Bayern, Sachsen           |                                                                 |                                                   |
| Sächsisch-Bayerische Eisenbahn     |                                                            | Leipzig–Hof | Bayern, Sachsen           |                                                                 |                                                   |
| Sächsisch-Schlesische Eisenbahn    |                                                            | Dresden–Görlitz | Sachsen                   |                                                                 |                                                   |
| Sächsisches Dreieck                |                                                            | Leipzig–Dresden–Zwickau–Leipzig                                                                                                 | Sachsen                   |                                                                 |                                                   |
| Samba-Express                      | Burgholzbahn                                               | Wuppertal-Elberfeld–Wuppertal-Cronenberg                                                                                        | Nordrhein-Westfalen       | Schaukeln der Wagen                                             |                                                   |
| Saufbähnchen                       | Moselbahn, Moseltalbahn                                    | Trier–Andel–Bullay | Rheinland-Pfalz           |                                                                 |                                                   |
| Säuferbähnle                       | Mainschleifenbahn                                          | Seligenstadt (bei Würzburg);Volkach                                                                                             | Bayern                    | Ausflüglern, die an der Mainschleife zechten                    |                                                   |
| Sauschwänzlebahn                   | Wutachtalbahn                                              | Lauchringen–Hintschingen | Baden-Württemberg         | kurvenreichen Verlaufes und speziell wegen des Kreiskehrtunnels |                                                   |
| Scharmützelseebahn                 |                                                            | Fürstenwalde–Beeskow | Brandenburg               | See Scharmützelsee                                              |                                                   |
| Schättere                          | Härtsfeldbahn                                              | Aalen–Neresheim–Sägmühle–Dillingen                                                                                              | Baden-Württemberg         |                                                                 |                                                   |
| Schefflenzbahn                     | Schefflenztalbahn                                          | Oberschefflenz–Billigheim | Baden-Württemberg         | Fluss Schefflenz                                                |                                                   |
| Scheldetalbahn                     | Schelde-Lahn-Bahn                                          | Dillenburg–Wallau | Hessen                    | Fluss Schelde                                                   |                                                   |
| Schellekattel                      |                                                            | Hetzbach–Beerfelden | Hessen                    |                                                                 |                                                   |
| Schiefe Ebene                      |                                                            | (Bamberg–)Neuenmarkt-Wirsberg–Marktschorgast(–Hof)                                                                              | Bayern                    | Steilstrecke                                                    | Teil der Ludwig-Süd-Nord-Bahn                     |
| Schleibahn                         |                                                            | Schleswig–Schleswig Altstadt | Schleswig-Holstein        | Meeresarm Schlei                                                |                                                   |
| Schleifbahn                        | Ringbahn (Mannheim)                                        | Bahnstrecke im Stadtgebiet von Mannheim                                                                                         | Baden-Württemberg         |                                                                 |                                                   |
| Schlematalbahn                     |                                                            | Schneeberg–Schlema unt Bf | Sachsen                   | Fluss Schlema                                                   |                                                   |
| Schluff                            |                                                            | St. Tönis–Hülser Berg | Nordrhein-Westfalen       |                                                                 |                                                   |
| Schnaittachtalbahn                 |                                                            | Neunkirchen a Sand–Simmelsdorf-Hüttenbach                                                                                       | Bayern                    | Fluss Schnaittach                                               |                                                   |
| Schönbuchbahn (1)                  |                                                            | Böblingen–Dettenhausen | Baden-Württemberg         | Schönbuchlichtung                                               |                                                   |
| Schönbuchbahn (2)                  | Siebenmühlentalbahn                                        | Leinfelden–Waldenbuch | Baden-Württemberg         |                                                                 |                                                   |
| Schuntertalbahn                    |                                                            | Braunschweig–Lehre–Fallersleben                                                                                                 | Niedersachsen             | Fluss Schunter                                                  |                                                   |
| Schusterbahn                       |                                                            | Stuttgart-Untertürkheim–Kornwestheim                                                                                            | Baden-Württemberg         | Schuhfabrik Salamanderwerke in Kornwestheim                     |                                                   |
| Schwäbische Alb-Bahn               |                                                            | Reutlingen–Lichtenstein–Engstingen–Schelklingen                                                                                 | Baden-Württemberg         | Mittelgebirge Schwäbische Alb                                   |                                                   |
| Schwalmtalbahn                     | Brüggener Klimp                                            | Dülken–Waldniel–Brüggen | Nordrhein-Westfalen       | Fluss Schwalm                                                   |                                                   |
| Schwarzatalbahn                    |                                                            | Rottenbach–Katzhütte | Thüringen                 | Fluss Schwarza                                                  | Teil der Oberweißbacher Berg- und Schwarzatalbahn |
| Schwarzbachbahn                    |                                                            | Goßdorf-Kohlmühle–Hohnstein | Sachsen                   | Fluss Schwarzbach                                               |                                                   |
| Schwarzbachtalbahn (Baden)         |                                                            | Meckesheim–Aglasterhausen–Neckarelz                                                                                             | Baden-Württemberg         | Fluss Schwarzbach                                               | Teil Odenwaldbahn (Baden) Heidelberg–Würzburg     |
| Schwarzbachtalbahn (Pfalz)         |                                                            | Pirmasens Nord–Rohrbach (Saar)                                                                                                  | Rheinland-Pfalz           | Fluss Schwarzbach                                               |                                                   |
| Schwarze Bahn                      |                                                            | Hermülheim–Alt-Hürth–Berrenrath                                                                                                 | Nordrhein-Westfalen       |                                                                 |                                                   |
| Schwarzwaldbahn (Baden)            |                                                            | Offenburg–Singen | Baden-Württemberg         | Mittelgebirge Schwarzwald                                       |                                                   |
| Schwarzwaldbahn (Württemberg)      |                                                            | Stuttgart–Weil der Stadt–Calw                                                                                                   | Baden-Württemberg         | Mittelgebirge Schwarzwald                                       |                                                   |
| Schweinitztalbahn                  |                                                            | Olbernhau–Deutschneudorf | Sachsen                   | Fluss Schweinitz                                                |                                                   |
| Schwülmetalbahn                    | Oberweserbahn                                              | Lödigsen—Bodenfelde | Niedersachsen             | Fluss Schwülme                                                  |                                                   |
| Seehäsle                           |                                                            | Radolfzell-Stockach | Baden-Württemberg         |                                                                 | Teil der Ablachtalbahn                            |
| Seenland-Bahn                      |                                                            | Gunzenhausen–Pleinfeld | Bayern                    | Lage im Fränkischen Seenland                                    |                                                   |
| Seenland-Express                   |                                                            | Nördlingen–Gunzenhausen | Bayern                    | Fränkischen Seenland                                            |                                                   |
| Selbitztalbahn                     |                                                            | Selbitz–Helmbrechts | Bayern                    | Fluss Selbitz                                                   |                                                   |
| Selfkantbahn                       |                                                            | Tüddern–Gangelt–Schierwaldenrath–Gillrath–Geilenkirchen–Puffendorf–Alsdorf                                                      | Nordrhein-Westfalen       | Gebiet Selfkant                                                 |                                                   |
| Selketalbahn                       |                                                            | Stiege–Mägdesprung (–Gernrode)                                                                                                  | Sachsen-Anhalt            | Fluss Selke                                                     |                                                   |
| Selztalbahn                        | Zuckerlottche                                              | Frei-Weinheim–Ingelheim–Jugenheim-Partenheim                                                                                    | Rheinland-Pfalz           | Fluss Selz                                                      |                                                   |
| Senne-Bahn                         |                                                            | Bielefeld–Paderborn | Nordrhein-Westfalen       | Landschaft Senne                                                |                                                   |
| Senneblitz                         |                                                            | Wiedenbrück–Sennelager | Nordrhein-Westfalen       | Landschaft Senne                                                |                                                   |
| Siebenmühlentalbahn                | Schönbuchbahn (2)                                          | Leinfelden–Waldenbuch | Baden-Württemberg         | Siebenmühlental                                                 |                                                   |
| Sebnitztalbahn                     | Sächsische Semmeringbahn Sächsisch-böhmische Semmeringbahn | Neustadt–Bad Schandau | Sachsen                   | Fluss Sebnitz                                                   |                                                   |
| Seentalbahn (1)                    | Horlofftalbahn (1)                                         | Friedberg–Mücke | Hessen                    |                                                                 |                                                   |
| Siebertalbahn                      |                                                            | Herzberg–Siebertal | Niedersachsen             | Fluss Sieber                                                    |                                                   |
| Siegstrecke                        | Siegtalbahn                                                | Köln–Siegen | Nordrhein-Westfalen       | Fluss Sieg                                                      |                                                   |
| Siemensbahn                        |                                                            | Berlin Jungfernheide–Berlin-Gartenfeld                                                                                          | Berlin                    | Erbauer, die Firma Siemens & Halske                             |                                                   |
| Silscheder Kohlenbahn              |                                                            | Hagen-Haspe–Silschede | Nordrhein-Westfalen       | Ort Silschede                                                   |                                                   |
| Sinntalbahn                        |                                                            | Jossa–Wildflecken | Hessen, Bayern            | Fluss Sinn                                                      |                                                   |
| Sodener Bahn                       |                                                            | Frankfurt-Höchst–Bad Soden | Hessen                    | Ort Bad Soden                                                   |                                                   |
| Söhrebahn                          |                                                            | Kassel–Wellerode | Hessen                    | Waldgebiet Söhre                                                |                                                   |
| Sollingbahn                        |                                                            | Northeim–Ottbergen | Niedersachsen             | Mittelgebirge Solling                                           |                                                   |
| Solmsbachtalbahn bzw. Solmstalbahn |                                                            | Grävenwiesbach–Wetzlar | Hessen                    | Fluss Solmsbach                                                 |                                                   |
| Solztalbahn                        |                                                            | Bad Hersfeld-Schenklensfeld-Heimboldshausen                                                                                     | Hessen                    | Fluss Solz                                                      |                                                   |
| Sormitztalbahn                     |                                                            | Hockeroda–Unterlemnitz | Thüringen                 | Fluss Sormitz                                                   |                                                   |
| Sösetalbahn                        |                                                            | Osterode–Förste (–Kreiensen) | Niedersachsen             | Fluss Söse                                                      |                                                   |
| Spandauer Vorortbahn               | Spandauer Vorortstrecke                                    | Berlin-Spandau–Westkreuz | Berlin                    | Ort Spandau                                                     |                                                   |
| Spessartbahn (1)                   |                                                            | Obernburg-Elsenfeld–Heimbuchenthal                                                                                              | Bayern                    | Mittelgebirge Spessart                                          |                                                   |
| Spessartbahn (2)                   | Biebertalbahn                                              | Gelnhausen–Lochborn | Hessen                    | Mittelgebirge Spessart                                          |                                                   |
| Spreetalbahn                       |                                                            | Seidau-Ladestelle Seidau | Sachsen                   | Fluss Spree                                                     |                                                   |
| Spreewaldbahn                      | „Spreewaldguste“, „Bimmelguste“ „Tschuchte“                | Lübben-Straupitz-Cottbus | Brandenburg               | Spreewald                                                       |                                                   |
| Stammbahn (Berlin-Potsdamer Bahn)  |                                                            | Berlin Potsdamer Bf–(teilweise abgebaut)–Berlin-Lichterfelde West–Berlin-Zehlendorf–(abgebaut)–Potsdam Griebnitzsee–Potsdam Hbf | Berlin, Brandenburg       |                                                                 | Teil der Bahnstrecke Berlin–Magdeburg             |
| Staudenbahn                        |                                                            | Gessertshausen-Markt Wald-Türkheim                                                                                              | Bayern                    | Gebiet Stauden                                                  |                                                   |
| Stechlinseebahn                    |                                                            | Gransee-Wolfsruh-Neuglobsow | Brandenburg               | See Stechlinsee                                                 |                                                   |
| Steinachtalbahn (1)                |                                                            | Neckarsteinach–Schönau | Baden-Württemberg         | Fluss Steinach                                                  |                                                   |
| Steinachtalbahn (2)                | Karussellbahn                                              | Ebersdorf (b Coburg)–Neustadt (b Coburg)                                                                                        | Bayern                    | Fluss Steinach                                                  |                                                   |
| Steinbahn                          |                                                            | Landstuhl–Kusel | Rheinland-Pfalz           | Steinbrüche im Einzugsgebiet                                    |                                                   |
| Stettiner Bahn                     |                                                            | Berlin–Stettin | Berlin, Brandenburg       | Ort Stettin                                                     |                                                   |
| Stockheimer Lieschen               | Niddertalbahn                                              | Bad Vilbel–Stockheim | Hessen                    | Bahnhofswirtin                                                  |                                                   |
| Stolberger Talbahn                 |                                                            | Stolberg–Walheim | Nordrhein-Westfalen       | Lage zum Vichtbach                                              |                                                   |
| Streutalbahn                       |                                                            | Mellrichstadt–Fladungen | Bayern                    | Fluss Streu                                                     |                                                   |
| Strohgäubahn                       |                                                            | Korntal–Weissach | Baden-Württemberg         | Gebiet Strohgäu                                                 |                                                   |
| Strube-Bahn                        |                                                            | Eilenstedt | Sachsen-Anhalt            | Saatzuchtfirma Strube                                           |                                                   |
| Südbahn                            |                                                            | Ulm–Friedrichshafen | Baden-Württemberg         | Himmelsrichtung Süden                                           |                                                   |
| Südharzstrecke                     |                                                            | Northeim–Herzberg am Harz–Nordhausen                                                                                            | Niedersachsen, Thüringen  | Mittelgebirge Harz                                              |                                                   |
| Südpfalzbahn                       |                                                            | Pirmasens Nord–Zweibrücken | Rheinland-Pfalz           | Gebiet Südpfalz                                                 | Teil der Schwarzbachtalbahn (Pfalz)               |
| Sulztalbahn                        |                                                            | Neumarkt–Beilngries-Dietfurt | Bayern                    | Fluss Sulz                                                      |                                                   |
| Sülztalbahn                        |                                                            | ((Köln-Mülheim–Bergisch Gladbach)-Bensberg-)Lindlar                                                                             | Nordrhein-Westfalen       | Fluss Lindlarer Sülz                                            |                                                   |
| Sünteltalbahn                      |                                                            | Bad Münder–Bad Nenndorf | Niedersachsen             | Mittelgebirgsstock Süntel                                       |                                                   |

## T
| Bezeichnung                | Andere Bezeichnung             | Strecke | Bundesland                         | benannt nach dem/der                          | Bemerkung |
| -------------------------- | ------------------------------ | --- | ---------------------------------- | --------------------------------------------- | --------- |
| Tälesbahn (1)              |                                | Nürtingen–Neuffen | Baden-Württemberg                  | Neuffener Tal                                 |           |
| Tälesbahn (2)              | Täleskätter                    | Geislingen–Geislingen-Altenstadt–Wiesensteig | Baden-Württemberg                  | Tal der Fils                                  |           |
| Talgangbahn                |                                | Albstadt-Ebingen–Onstmettingen | Baden-Württemberg                  | verlaufenden Abschnitt des Tals der Schmiecha |           |
| Taubertalbahn              |                                | Wertheim (Main)–Lauda–Weikersheim (–Crailsheim) | Baden-Württemberg                  | Fluss Tauber                                  |           |
| Taunusbahn                 |                                | - Die Taunus-Eisenbahn von Frankfurt-Höchst über Mainz-Kastel nach Wiesbaden, die erste „Taunusbahn“ - Die Bahnstrecke Friedrichsdorf–Albshausen - Die ehemaligen Linien 24 und 25 der Straßenbahn Frankfurt am Main, siehe U-Bahn-Strecke A (Frankfurt am Main) - Die Einschienenbahn am Taunusrand, ein geplantes aber nicht verwirklichtes Projekt. | Hessen                             | Mittelgebirge Taunus                          |           |
| Taunusstrecke              | Main-Lahn-Bahn, Limburger Bahn | Frankfurt am Main–Eschhofen–Limburg | Hessen                             | Mittelgebirge Taunus                          |           |
| Teckbahn                   |                                | Wendlingen–Oberlenningen | Baden-Württemberg                  | Berg Teckberg                                 |           |
| Tecklenburger Nordbahn     |                                | Osnabrück–Recke–Rheine | Niedersachsen, Nordrhein-Westfalen | Gebiet Tecklenburger Land                     |           |
| Teuringertal-Bahn          |                                | Friedrichshafen–Oberteuringen | Baden-Württemberg                  |                                               |           |
| Teutoburger Wald-Eisenbahn | Teuto-Express                  | Ibbenbüren–Gütersloh–Hövelhof | Nordrhein-Westfalen                | Mittelgebirge Teutoburger Wald                |           |
| Teuto-Express              | Teutoburger Wald-Eisenbahn     | Ibbenbüren–Gütersloh–Hövelhof | Nordrhein-Westfalen                |                                               |           |
| Thüringer Bahn             | Thüringer Stammbahn            | Halle–Bebra | Hessen, Thüringen, Sachsen-Anhalt  |                                               |           |
| Thüringische Oberlandbahn  |                                | Triptis–Ziegenrück–Lobenstein–Blankenstein | Thüringen                          | Land Thüringen                                |           |
| Thyraliesel                |                                | Berga-Kelbra–Stolberg (Harz) | Sachsen-Anhalt                     | Fluss Thyra                                   |           |
| Tidebahn                   |                                | Jever–Harle | Niedersachsen                      | Gezeiten (Tide)                               |           |
| Todtnauerli                |                                | Zell im Wiesental–Todtnau | Baden-Württemberg                  | Ort Todtnau                                   |           |
| Trajektbahn                |                                | Bonn–Oberkassel | Nordrhein-Westfalen                |                                               |           |
| Triebischtalbahn           |                                | Borsdorf–Coswig | Sachsen                            | Fluss Triebisch                               |           |
| Trierer Weststrecke        |                                | Ehrang–Igel | Rheinland-Pfalz                    |                                               |           |
| Trossinger Eisenbahn       |                                | Trossingen Stadt–Trossingen Staatsbahnhof | Baden-Württemberg                  | Ort Trossingen                                |           |
| Trusebahn                  |                                | Wernshausen–Trusetal | Thüringen                          | Fluss Truse                                   |           |
| Twistetalbahn              |                                | Warburg–Korbach | Hessen                             | Fluss Twiste                                  |           |

## U
| Bezeichnung            | Andere Bezeichnung | Strecke                                                | Bundesland                | benannt nach dem/der      | Bemerkung   |
| ---------------------- | ------------------ | ------------------------------------------------------ | ------------------------- | ------------------------- | ----------- |
| Überwaldbahn           |                    | Mörlenbach–Wald-Michelbach–Wahlen                      | Hessen                    | Gebiet Überwald           |             |
| Uetersener Eisenbahn   |                    | Tornesch–Uetersen                                      | Schleswig-Holstein        | Ort Uetersen              |             |
| Ulmtalbahn             | Balkanexpress (3)  | Stockhausen–Beilstein                                  | Hessen                    | Fluss Ulmbach             |             |
| Ulstertalbahn          |                    | Vacha–Hilders                                          | Hessen                    | Fluss Ulster              |             |
| Unstrutbahn            |                    | Naumburg–Artern                                        | Sachsen-Anhalt, Thüringen | Fluss Unstrut             |             |
| Untere Edertalbahn     |                    | Korbach–Frankenberg                                    | Hessen                    | Fluss Eder                |             |
| Untere Jagstbahn       | Östliche Gabelbahn | Bad Friedrichshall-Möckmühl                            | Baden-Württemberg         | Fluss Jagst               | Frankenbahn |
| Untere Kochertalbahn   | Entenmörder        | Bad Friedrichshall-Jagstfeld–Kochersteinsfeld–Ohrnberg | Baden-Württemberg         | Fluss Kocher              |             |
| Untere Queichtalbahn   |                    | Landau–Germersheim                                     | Rheinland-Pfalz           | Fluss Queich              |             |
| Untere Ruhrtalbahn     |                    | Essen-Kettwig–Mülheim-Styrum                           | Nordrhein-Westfalen       | Fluss Ruhr                |             |
| Untere Steigerwaldbahn |                    | Schweinfurt–Gerolzhofen–Kitzingen                      | Bayern                    | Mittelgebirge Steigerwald |             |
| Untere Waldbahn        | Ilztalbahn         | Passau–Freyung                                         | Bayern                    |                           |             |
| Untereichsfeldbahn     |                    | Wulften–Duderstadt–Leinefelde                          | Niedersachsen             | Untereichsfeld            |             |
| Unterelbebahn          | Niederelbebahn     | Hamburg-Harburg–Cuxhaven                               | Niedersachsen, Hamburg    | Fluss Elbe                |             |
| Unterwesterwaldbahn    |                    | Limburg-Staffel–Siershahn                              | Hessen, Rheinland-Pfalz   | Mittelgebirge Westerwald  |             |
| Uplandbahn             |                    | Brilon-Wald-Willingen-Korbach                          | Hessen                    | Gebiet Upland             |             |

## V
| Bezeichnung           | Andere Bezeichnung | Strecke                                                               | Bundesland                            | benannt nach dem/der                                                                                                | Bemerkung |
| --------------------- | ------------------ | --------------------------------------------------------------------- | ------------------------------------- | --- | --------- |
| Vaihinger Stadtbahn   |                    | Vaihingen/Enz Nord–Enzweihingen                                       | Baden-Württemberg                     | |           |
| Valtinche             |                    | Nierstein–Undenheim-Köngernheim                                       | Rheinland-Pfalz                       | |           |
| Vennbahn              |                    | Aachen-Monschau–St. Vith–Troisvierges                                 | Nordrhein-Westfalen                   | Hohes Venn |           |
| Vennquerbahn          |                    | Jünkerath–Losheim (–Weywertz (B))                                     | Nordrhein-Westfalen, Rheinland-Pfalz  | Hohes Venn |           |
| Versetalbahn          |                    | Lüdenscheid-Werdohl                                                   | Nordrhein-Westfalen                   | Fluss Verse |           |
| Vierländer Bahn       |                    | Hamburg-Bergedorf Süd–Zollenspieker                                   | Hamburg                               | Gebiet Vierlande |           |
| Vogelfluglinie        |                    | Hamburg–Fehmarnbelt–Kopenhagen                                        | Hamburg, Schleswig-Holstein, Dänemark | parallel laufenden Flugroute der Kraniche und anderer arktischer Wasservögel zwischen Mitteleuropa und Skandinavien |           |
| Vogelsbergbahn        |                    | alt: Glauburg-Stockheim–Oberwald–Lauterbach neu: Gießen-Alsfeld-Fulda | Hessen                                | Mittelgebirge Vogelsberg                                                                                            |           |
| Vogelsberger Südbahn  |                    | Wächtersbach–Hartmannshain                                            | Hessen                                | Mittelgebirge Vogelsberg                                                                                            |           |
| Vogelsberger Westbahn |                    | Friedberg–Hungen–Laubach–Mücke                                        | Hessen                                | Mittelgebirge Vogelsberg                                                                                            |           |
| Volmetalbahn          |                    | Hagen–Meinerzhagen (–Dieringhausen)                                   | Nordrhein-Westfalen                   | Fluss Volme |           |
| Voralbbahn            | Boller Bähnle      | Göppingen–Bad Boll                                                    | Baden-Württemberg                     | |           |
| Voreifelbahn          |                    | Bonn–Euskirchen                                                       | Nordrhein-Westfalen                   | Siedlungsraum Voreifel                                                                                              |           |
| Vorgebirgsbahn        |                    | Köln–Brühl–Bonn                                                       | Nordrhein-Westfalen                   | Höhenzug Vorgebirge                                                                                                 |           |
| Vorwaldbahn           |                    | Deggendorf–Kalteneck                                                  | Bayern                                | |           |
| Vulkanexpress         | Brohltalbahn       | Brohl–Engeln–Kempenich                                                | Rheinland-Pfalz                       | Gebiet Vulkaneifel                                                                                                  |           |

## W
| Bezeichnung                       | Andere Bezeichnung                            | Strecke                                                                                            | Bundesland                           | benannt nach dem/der             | Bemerkung                       |
| --------------------------------- | --------------------------------------------- | -------------------------------------------------------------------------------------------------- | ------------------------------------ | -------------------------------- | ------------------------------- |
| Wachtlbahn Wachtl-Express         | Kieferer Grenzbahn                            | Kiefersfelden–Wachtl (A)                                                                           | Bayern                               | Ort Wachtl                       |                                 |
| Walddörferbahn                    |                                               | | Hamburg                              |                                  |                                 |
| Waldsaumbahn                      | Friedrichrodaer Bahn                          | Fröttstädt–Georgenthal                                                                             | Thüringen                            |                                  |                                 |
| Walhallabahn                      | Walhallabockerl                               | Regensburg-Stadtamhof–Wörth an der Donau                                                           | Bayern                               | Gedenkstätte Walhalla            |                                 |
| Wallückebahn                      | Wallücker Willem                              | Kirchlengern/Löhne–Wallücke                                                                        | Nordrhein-Westfalen                  | Pass Wallücke                    |                                 |
| Walsumbahn                        |                                               | | Nordrhein-Westfalen                  | Ort Duisburg-Walsum              |                                 |
| Wannseebahn                       |                                               | Berlin Potsdamer Wannseebahnhof–Berlin Yorckstraße (Großgörschenstraße)–Berlin-Wannsee–Potsdam Hbf | Berlin, Brandenburg                  |                                  |                                 |
| Warendorfer Bahn                  |                                               | Münster–Rheda-Wiedenbrück                                                                          | Nordrhein-Westfalen                  | Ort Warendorf                    |                                 |
| Warnautalbahn                     |                                               | Bomlitz–Walsrode                                                                                   | Niedersachsen                        | Fluss Warnau                     |                                 |
| Warnetalbahn                      |                                               | Börßum–Salzgitter-Bad                                                                              | Niedersachsen                        | Fluss Warne                      | Teil der Braunschweiger Südbahn |
| Wasgaubahn                        | Wieslauterbahn, Wieslautertalbahn             | Hinterweidenthal Ost–Bundenthal-Rumbach                                                            | Rheinland-Pfalz                      | Mittelgebirge Wasgau             |                                 |
| Wasgauwaldbahn                    | Wasgenwaldbahn                                | Bundenthal–Ludwigswinkel                                                                           | Rheinland-Pfalz                      |                                  |                                 |
| Wendlandbahn                      |                                               | Lüneburg–Dannenberg                                                                                | Niedersachsen                        | Gebiet Wendland                  |                                 |
| Wehratalbahn                      |                                               | Schopfheim–Bad Säckingen                                                                           | Baden-Württemberg                    | Fluss Wehra                      |                                 |
| Weiltalbahn                       |                                               | Weilburg–Grävenwiesbach                                                                            | Hessen                               | Fluss Weil                       |                                 |
| Weißeritzbahn                     | Weißeritztalbahn                              | Freital-Hainsberg–Kipsdorf                                                                         | Sachsen                              | Fluss Weißeritz                  |                                 |
| Weldenbahn                        |                                               | Neusäß–Welden                                                                                      | Bayern                               | Ort Welden                       |                                 |
| Wendelsteinbahn                   |                                               | Brannenburg-Wendelstein                                                                            | Bayern                               | Berg Wendelstein                 |                                 |
| Werntalbahn                       |                                               | Waigolshausen–Arnstein–Gemünden                                                                    | Bayern                               | Fluss Wern                       |                                 |
| Werrabahn                         |                                               | Eisenach–Lichtenfels                                                                               | Bayern                               | Fluss Werra                      |                                 |
| Werratalbahn (1)                  |                                               | Gerstungen–Vacha                                                                                   | Hessen                               | Fluss Werra                      |                                 |
| Werratalbahn (2)                  |                                               | Bad Salzungen–Vache–Unterbreizbach                                                                 | Thüringen                            | Fluss Werra                      |                                 |
| Werratalbahn (3)                  |                                               | Schwebda–Wartha                                                                                    | Hessen                               | Fluss Werra                      |                                 |
| Weschnitztalbahn                  |                                               | Weinheim–Fürth (Odenw)                                                                             | Hessen                               | Fluss Weschnitz                  |                                 |
| Weser-Aller-Bahn                  |                                               | Rotenburg–Verden-Nienburg–Minden                                                                   | Niedersachsen, Nordrhein-Westfalen   | Fluss Weser, Fluss Aller         |                                 |
| Weserbahn (1)                     |                                               | Löhne–Hameln(–Elze)                                                                                | Niedersachsen, Nordrhein-Westfalen   | Fluss Weser                      |                                 |
| Weserbahn (2)                     |                                               | Bremen–Freihafen                                                                                   | Bremen                               | Fluss Weser                      |                                 |
| Wesertalbahn                      |                                               | Aachen–Verviers–Lüttich                                                                            | Nordrhein-Westfalen                  | Fluss Weser                      |                                 |
| Westeifelbahn                     | Prümtalbahn                                   | Gerolstein–Pronsfeld–St. Vith                                                                      | Rheinland-Pfalz                      | Mittelgebirge Eifel              |                                 |
| Westbahn                          |                                               | |                                      |                                  |                                 |
| Westerwaldbahn                    |                                               | * Scheuerfeld (Sieg)–Weitefeld–Emmerzhausen und Abzweig * Bindweide–Rosenheim–Nauroth              | Rheinland-Pfalz                      | Mittelgebirge Westerwald         |                                 |
| Westerwaldquerbahn                |                                               | Herborn–Rennerod–Westerburg–(abgebaut)–Wallmerod–Montabaur                                         | Hessen, Rheinland-Pfalz              | Mittelgebirge Westerwald         |                                 |
| Westharzstrecke                   |                                               | Herzberg–Seesen                                                                                    | Niedersachsen                        | Mittelgebirge Harz               |                                 |
| Westliche Gabelbahn               | Elsenztalbahn (1)                             | Neckargemünd–Steinfurt–Bad Friedrichshall                                                          | Baden-Württemberg                    |                                  |                                 |
| Westrichbahn                      |                                               | Türkismühle–Kusel                                                                                  | Rheinland-Pfalz                      | Landschaft Westricher Hochfläche |                                 |
| Wettertalbahn                     |                                               | Butzbach-Lich                                                                                      | Hessen                               | Fluss Wetter                     |                                 |
| Wetzlarer Bahn                    |                                               | Berlin–Blankenheim                                                                                 | Berlin, Brandenburg, Sachsen-Anhalt  |                                  | Teil der Kanonenbahn            |
| Wiedtalbahn                       | Kasbachtalbahn                                | Wiedmühle–Flammersfeld                                                                             | Rheinland-Pfalz                      | Fluss Wied                       |                                 |
| Wiehengebirgsbahn                 |                                               | (Bad Bentheim–Rheine–) Osnabrück-Herford (–Bielefeld)                                              | Niedersachsen, Nordrhein-Westfalen   |                                  |                                 |
| Wiehltalbahn                      |                                               | Osberghausen–Waldbröl                                                                              | Nordrhein-Westfalen                  | Fluss Wiehl                      |                                 |
| Wiesbachtalbahn                   |                                               | Armsheim-Wendelsheim                                                                               | Rheinland-Pfalz                      | Fluss Wiesbach                   |                                 |
| Wiesentalbahn                     |                                               | Basel Bad Bf–Zell im Wiesental                                                                     | Baden-Württemberg                    | Fluss Wiese                      |                                 |
| Wiesenttalbahn                    |                                               | Forchheim–Behringersmühle                                                                          | Bayern                               | Fluss Wiesent                    |                                 |
| Wieslauftalbahn                   |                                               | Schorndorf–Rudersberg–Welzheim                                                                     | Baden-Württemberg                    | Fluss Wieslauf                   |                                 |
| Wieslauterbahn, Wieslautertalbahn | Wasgaubahn                                    | Hinterweidenthal Ost–Bundenthal-Rumbach                                                            | Rheinland-Pfalz                      | Fluss Lauter                     |                                 |
| Wilde Erika                       |                                               | Handeloh                                                                                           | Niedersachsen                        |                                  |                                 |
| Wilder Robert (1)                 |                                               | Klingenthal–Sachsenberg-Georgenthal                                                                | Sachsen                              |                                  |                                 |
| Wilder Robert (2)                 | Döllnitzbahn                                  | Oschatz–Mügeln–Glossen                                                                             | Sachsen                              |                                  |                                 |
| Wilischtalbahn                    |                                               | Wilischthal–Thum                                                                                   | Sachsen                              | Fluss Wilisch                    |                                 |
| Wilzschtalbahn                    |                                               | Wilkau-Haßlau–Carlsfeld                                                                            | Sachsen                              | Fluss Wilzsch                    |                                 |
| Windbergbahn                      | Sächsische Semmeringbahn, Possendorfer Heddel | Freital–(Dresden-)Gittersee–Possendorf                                                             | Sachsen                              | Berg Windberg                    |                                 |
| Wipperliese(l)                    |                                               | Klostermansfeld–Wippra                                                                             | Sachsen                              | Fluss Wipper                     |                                 |
| Wippertalbahn                     |                                               | Marienheide–Wipperfürt (–Bergisch Born)                                                            | Nordrhein-Westfalen                  | Fluss Wipper                     |                                 |
| Wisentatalbahn                    |                                               | Schönberg–Schleiz                                                                                  | Sachsen, Thüringen                   | Fluss Wisenta                    |                                 |
| Wissegickel                       | Pfefferdüttche, Offsteiner Schneck            | Worms–Grünstadt                                                                                    | Rheinland-Pfalz                      |                                  |                                 |
| Wissertalbahn                     |                                               | Hermesdorf–Wissen                                                                                  | Nordrhein-Westfalen, Rheinland-Pfalz | Fluss Wisser Bach                |                                 |
| Wohratalbahn                      |                                               | Kirchhain–Gemünden (Wohra)                                                                         | Hessen                               | Fluss Wohra                      |                                 |
| Wormser Hex                       |                                               | Weinheim–Worms                                                                                     | Hessen                               |                                  |                                 |
| Wriezener Bahn                    |                                               | Berlin–Werneuchen–Wriezen                                                                          | Berlin, Brandenburg                  | Ort Wriezen                      |                                 |
| Wunderline                        |                                               | Bremen–Oldenburg–Groningen                                                                         | Bremen, Niedersachsen                |                                  |                                 |
| Wupperstrecke                     |                                               | Bahnstrecke Elberfeld–Dortmund                                                                     | Nordrhein-Westfalen                  | Fluss Wupper                     |                                 |
| Wuppertalbahn                     |                                               | Wuppertal-Rauenthal–Wilhelmstal–Radevormwald–Halver–Oberbrügge                                     | Nordrhein-Westfalen                  | Fluss Wupper                     |                                 |
| Wurmtalbahn                       | Heinsberger Bahn                              | Lindern–Heinsberg (Rheinl)                                                                         | Nordrhein-Westfalen                  | Fluss Wurm                       |                                 |
| Würschnitztalbahn                 |                                               | Chemnitz–Stollberg–Zwönitz                                                                         | Sachsen                              | Fluss Würschnitz                 |                                 |
| Württembergische Nordbahn         | Frankenbahn                                   | Stuttgart–Heilbronn–Lauda (– Würzburg)                                                             | Baden-Württemberg                    | Himmelsrichtung Norden           |                                 |
| Württembergische Ostbahn          | Filsbahn, Filstalbahn                         | Stuttgart–Plochingen–Ulm                                                                           | Baden-Württemberg                    | Himmelsrichtung Osten            |                                 |
| Würzbachbahn                      | Würzbachtalbahn                               | Schwarzenacker–St. Ingbert                                                                         | Saarland                             |                                  |                                 |
| Wutachtalbahn                     | Sauschwänzlebahn                              | Lauchringen–Hintschingen                                                                           | Baden-Württemberg                    | Fluss Wutach                     |                                 |

## Y
| Bezeichnung | Andere Bezeichnung | Strecke                 | Bundesland    | benannt nach dem/der | Bemerkung |
| ----------- | ------------------ | ----------------------- | ------------- | -------------------- | --------- |
| Y-Trasse    |                    | Hamburg/Bremen–Hannover | Niedersachsen | Y-Form               |           |

## Z
| Bezeichnung               | Andere Bezeichnung | Strecke                            | Bundesland               | benannt nach dem/der  | Bemerkung                                           |
| ------------------------- | ------------------ | ---------------------------------- | ------------------------ | --------------------- | --------------------------------------------------- |
| Zabergäubahn              |                    | Lauffen am Neckar–Leonbronn        | Baden-Württemberg        | Gebiet Zabergäu       |                                                     |
| Zellertalbahn             | Pfrimmtalbahn      | Langmeil–Monsheim                  | Rheinland-Pfalz          | Gebiet Zellertal      |                                                     |
| Zenngrundbahn             |                    | Siegelsdorf–Markt Erlbach          | Bayern                   | Fluss Zenn            |                                                     |
| Zentralbahn (Württemberg) |                    | Ludwigsburg–Stuttgart–Esslingen    | Baden-Württemberg        |                       | später Teil der Nord- bzw. Württembergische Ostbahn |
| Zollernalbbahn            |                    | Tübingen–Sigmaringen               | Baden-Württemberg        | Landschaft Zollernalb |                                                     |
| Zorger Willem             |                    | Ellrich–Zorge                      | Niedersachsen, Thüringen |                       |                                                     |
| Zschopautalbahn           |                    | Annaberg-Buchholz unt Bf–Flöha     | Sachsen                  | Fluss Zschopau        |                                                     |
| Zuckerlottche             | Selztalbahn        | Frei-Weinheim–Jugenheim-Partenheim | Rheinland-Pfalz          |                       |                                                     |
| Zugspitzbahn              |                    | Garmisch-Zugspitzplatt             | Bayern                   | Berg Zugspitze        |                                                     |
| Zwönitztalbahn            |                    | Chemnitz–Zwönitz (–Aue–Adorf)      | Sachsen                  | Fluss Zwönitz         |                                                     |